# Delta Air Lines
Delta Air Lines, Inc., generalmente indicata come Delta, è una compagnia aerea maggiore statunitense, con sede ad Atlanta, in Georgia. La compagnia, insieme alle sue sussidiarie e affiliate regionali, inclusa Delta Connection, opera oltre 5.400 voli al giorno e serve più di 300 destinazioni in 52 paesi in sei continenti. Delta è un membro fondatore dell'alleanza SkyTeam.
Delta ha nove hub, con Atlanta che è il più grande in termini di passeggeri totali e numero di partenze. È al secondo posto tra le più grandi compagnie aeree del mondo per numero di passeggeri trasportati, entrate per chilometro volato e dimensioni della flotta. Si trova al 69º posto nella classifica di Fortune 500. Lo slogan aziendale è "Keep Climbing".

## Storia

### Dal 1925 al 1940
Le origini di Delta possono essere ricondotte a un concorso di energie in campo agricolo e aeronautico che si ebbe nei primi anni venti per trovare una soluzione all'infestazione da punteruoli che stava distruggendo i raccolti di cotone. L'entomologo BR Coad guidava un team di ricercatori presso il laboratorio sul campo del Dipartimento dell'Agricoltura degli Stati Uniti a Tallulah, in Louisiana. Insieme ai piloti e agli aerei noleggiati dall'esercito, il team determinò che una "spolverata" di polvere di insetticida dall'aria sarebbe stata la forma di trattamento più efficace. Lavorando con Coad, una società di produzione di aeromobili (Huff-Daland Aero Corporation), venne costruito il primo aereo al mondo progettato per la spolveratura dei raccolti e venne fondata una sussidiaria, Huff Daland Dusters Inc., per commercializzare e gestire quel nuovo servizio. Venne fondata il 2 marzo 1925 a Macon, in Georgia, e divenne la prima azienda di spargimento di pesticidi per via aerea al mondo. La società si trasferì a Monroe, in Louisiana, nell'estate del 1925. C.E. Woolman lasciò il suo incarico presso l'Agricultural Extension Dept della Louisiana State University e durante la bassa stagione viaggiò con la compagnia in Perù, dove contribuirono a stabilire servizi di spargimento di pesticidi e trasporto passeggeri. Con questa esperienza, Woolman tornò negli Stati Uniti e nel 1928 guidò un gruppo di investitori locali per acquisire le attività della Huff Daland Dusters.
La nuova compagnia si chiamava Delta Air Service, con sede a Monroe. La. Il nome Delta, che si riferisce alla regione del delta del Mississippi, fu suggerito da Catherine FitzGerald, una segretaria che in seguito sarebbe salita al grado di dirigente della compagnia. Il 17 giugno 1929, Delta Air Service iniziò a trasportare passeggeri da Dallas, Texas, a Jackson, Mississippi, con scali a Shreveport e Monroe, Louisiana. Nel giugno 1930, la rotta si era espansa verso est fino ad Atlanta, la città in più rapida crescita nel sud, e verso ovest fino a Fort Worth, in Texas.
Questo servizio fu interrotto nell'ottobre 1930 dopo la "Spoils Conference", quando le Poste assegnarono la rotta a un predecessore dell'American Airlines. L'impossibilità di Delta di vincere un contratto di posta aerea commerciale, il pane quotidiano di qualsiasi aspirante compagnia aerea, ne mise a repentaglio l'esistenza. Delta Air Service sospese i servizi passeggeri e vendette le sue attività al suo concorrente. Il banchiere locale Travis Oliver, in qualità di fiduciario, C.E. Woolman e altri investitori locali riacquistarono le attività di spargimento di pesticidi e incorporarono il tutto sotto la Delta Air Corporation il 31 dicembre 1930.
Una tregua arrivò per Delta sulla scia dello "scandalo della posta aerea", quando il Congresso degli Stati Uniti emanò l'Air Mail Act del 1934. CE Woolman si assicurò un contratto con una bassa offerta per la nuova Mail Route 24, operata con gli Stinson "T "Trimotors, con un percorso da Charleston, Carolina del Sud, a Fort Worth, con scali a Columbia, Augusta, Atlanta, Birmingham e Meridian. I servizi postali iniziarono il 4 luglio 1934 e quelli passeggeri il 5 agosto..

### Anni '40 e '50

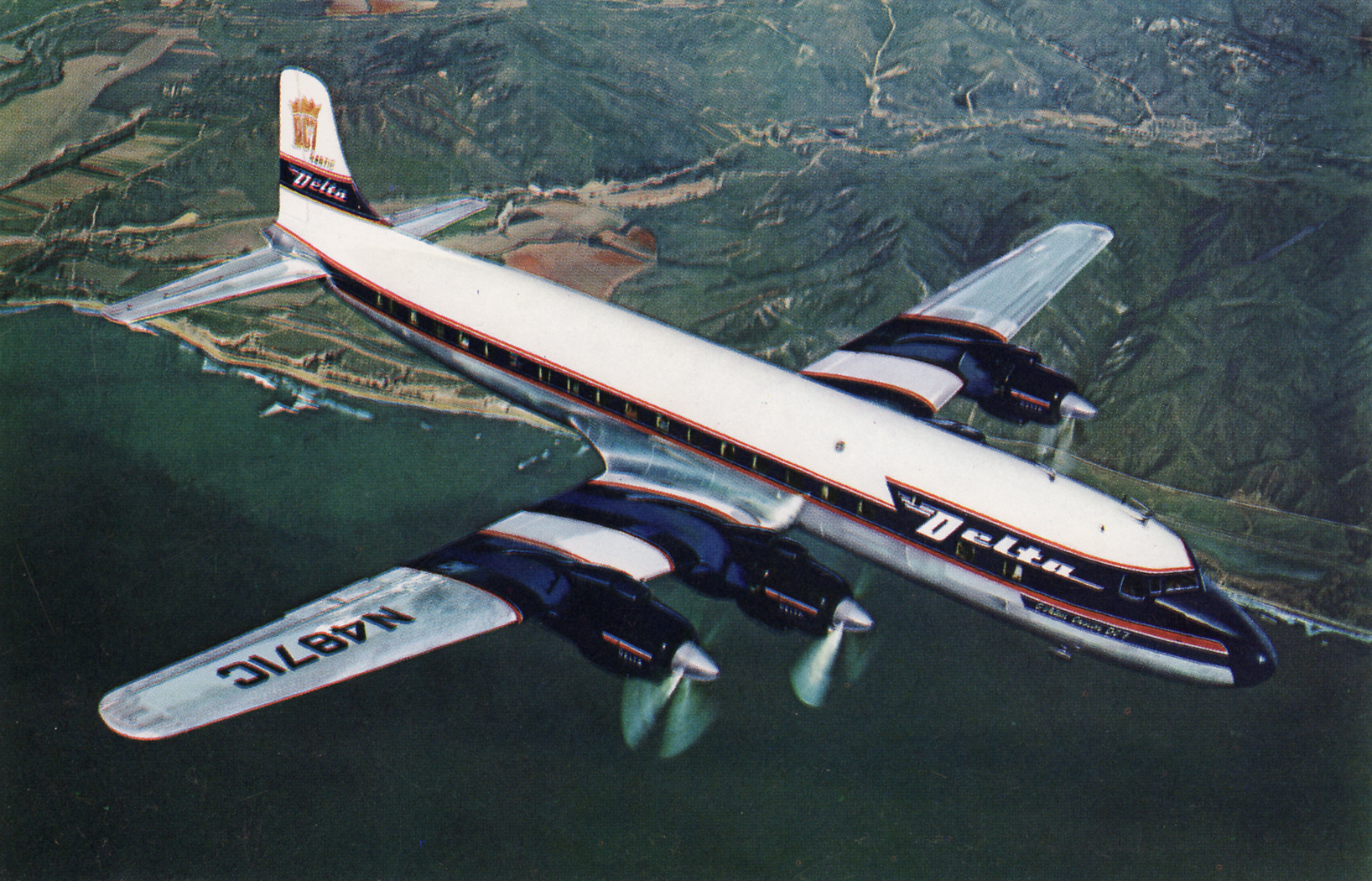
Un Douglas DC-7 con la livrea originale negli anni cinquanta.

Nel 1941, Delta trasferì la sua sede da Monroe ad Atlanta.
Fino al 1941, la rete di Delta era composta da dodici città da Fort Worth a Charleston SC. Quel dicembre prevedeva dieci partenze al giorno da Atlanta: tre per Ft Worth, una per Birmingham e due ciascuna per Cincinnati, Charleston e Savannah. Quei dieci voli e il loro ritorno erano l'intero programma di Delta.
Le rotte di Delta iniziarono a estendersi da nord a sud. Nel 1943, Delta aggiunse il servizio verso New Orleans e nel 1945 verso Chicago e Miami. Il nome della compagnia divenne ufficialmente Delta Air Lines nel 1945. I servizi di trasporto merci di linea iniziarono nel 1946.
Delta acquisì la Chicago e Southern Air Lines nel 1953 e le operazioni vennero svolte sotto il nome Delta-C & S per i due anni successivi. Ciò permise di incorporare le tratte da Chicago e Detroit e da Houston a New Orleans, e la prima rotta internazionale di Delta, da New Orleans a Caracas via L'Avana. La rete si espanse a Washington e New York nel 1956; come Braniff, Delta inizialmente volava solo a Newark, ma tra il 1957 e il 1958 entrambe le compagnie aeree aggiunsero voli per Idlewild, l'attuale JFK. Delta non aveva voli diretti tra il nord-est e la Florida fino a quando non si unì alla Northeast Airlines nel 1972.

### Anni '60 e '70
Delta aggiunse nuovi aerei di linea alla sua flotta negli anni '60; il Douglas DC-8 entrò in servizio nel settembre 1959. Il nuovo logo triangolare rosso, bianco e blu di Delta (il "widget") sul suo aereo rappresentava l'ala larga dello storico jet, così come la lettera greca delta. I Convair 880 furono aggiunti nel 1960 (stabilirono un record da costa a costa) e nel 1965 i Douglas DC-9. Delta divenne una compagnia aerea all-jet nel 1970.
Nel 1961, le rotte di Delta si espansero verso ovest con il primo servizio non-stop tra Atlanta e la California. Delta incorporò Northeast Airlines nel 1972. Acquisì alcuni Boeing 747-100, successivamente venduti a China Airlines a favore dei Lockheed L-1011. I servizi transatlantici iniziarono nel 1978 con il primo servizio non-stop da Atlanta a Londra.

### Anni '80

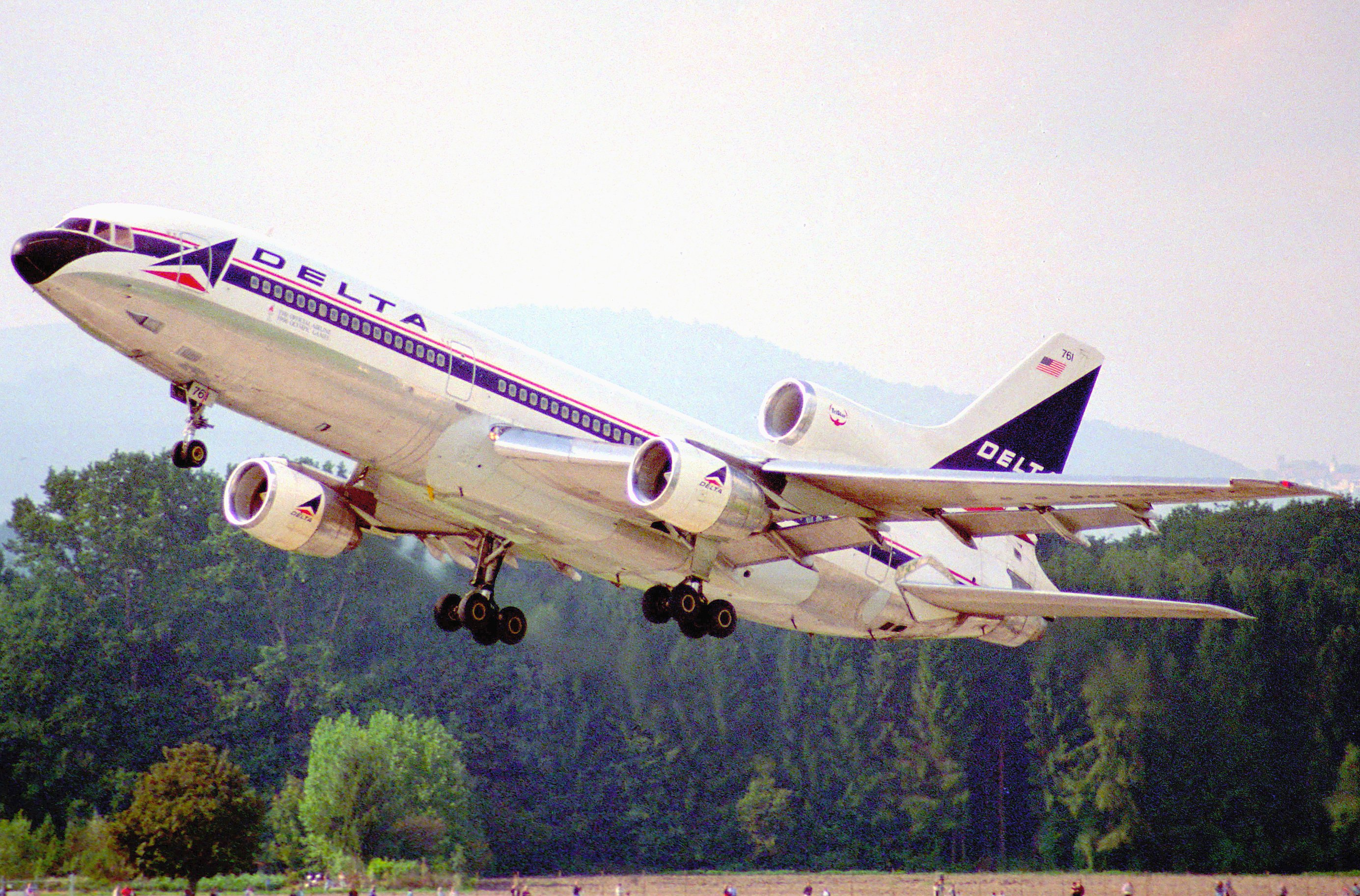
Un Lockheed L-1011 TriStar.

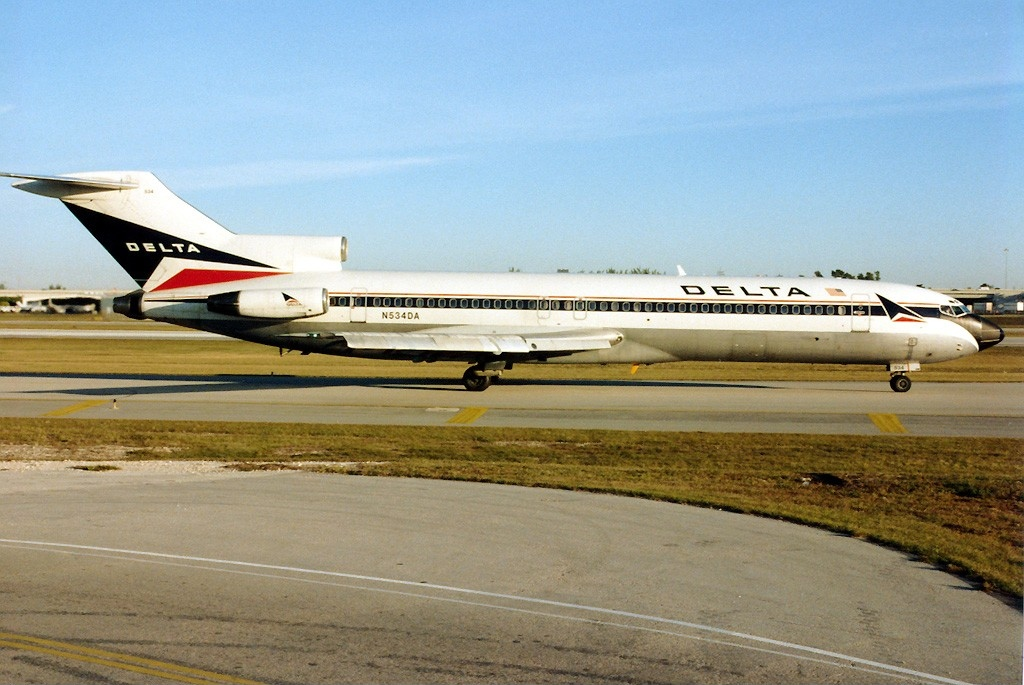
Delta è stata uno dei maggiori operatori nella storia del Boeing 727.

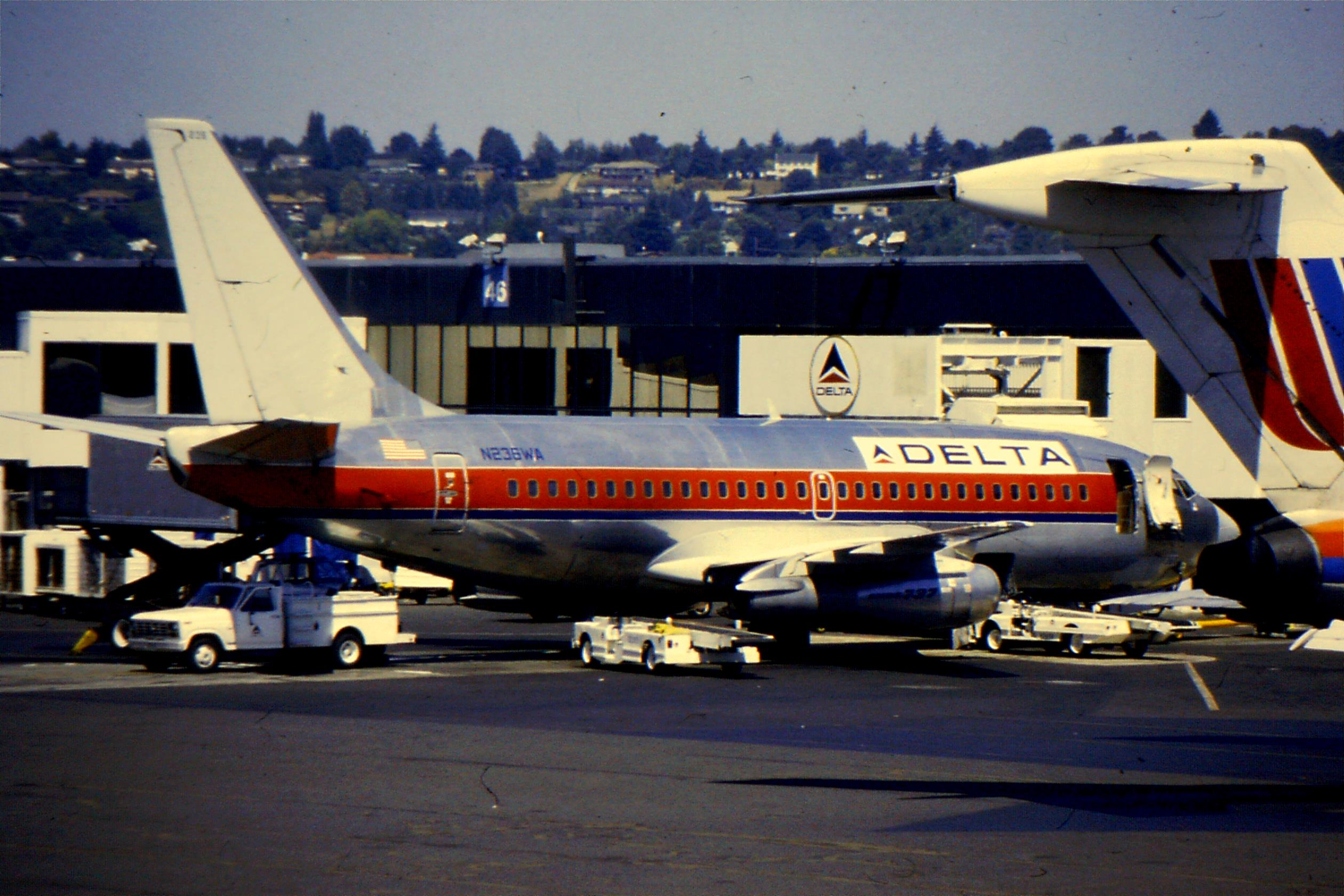
Un Boeing 737-200 a Portland, con una livrea ibrida Delta/Western.

Delta lanciò il suo primo programma frequent flyer nel 1981, che è diventato poi il SkyMiles nel 1995. Nel 1982, la compagnia acquisì i suoi primi Boeing 737. Sempre nel dicembre 1982, Delta prese in consegna i suoi primi 757 e 767-200, denominati Spirit of Delta, pagati "dai contributi volontari dei dipendenti, dei pensionati e dei partner della comunità di Delta". Lo sforzo, denominato Project 767, era stato guidato da tre assistenti di volo per mostrare l'apprezzamento dei dipendenti a Delta per una gestione solida e una forte leadership durante i primi anni dopo la deregolamentazione. Gli aerei rimasero nella flotta Delta fino al 2006 ed erano dipinti con uno schema commemorativo; nel 2004, girarono il paese per celebrare il 75º anniversario della compagnia. Nel 1987, Delta si fuse con Western Airlines e Ron Allen divenne il CEO della nuova compagnia. I servizi transpacifici iniziarono nel 1987.

### Anni '90

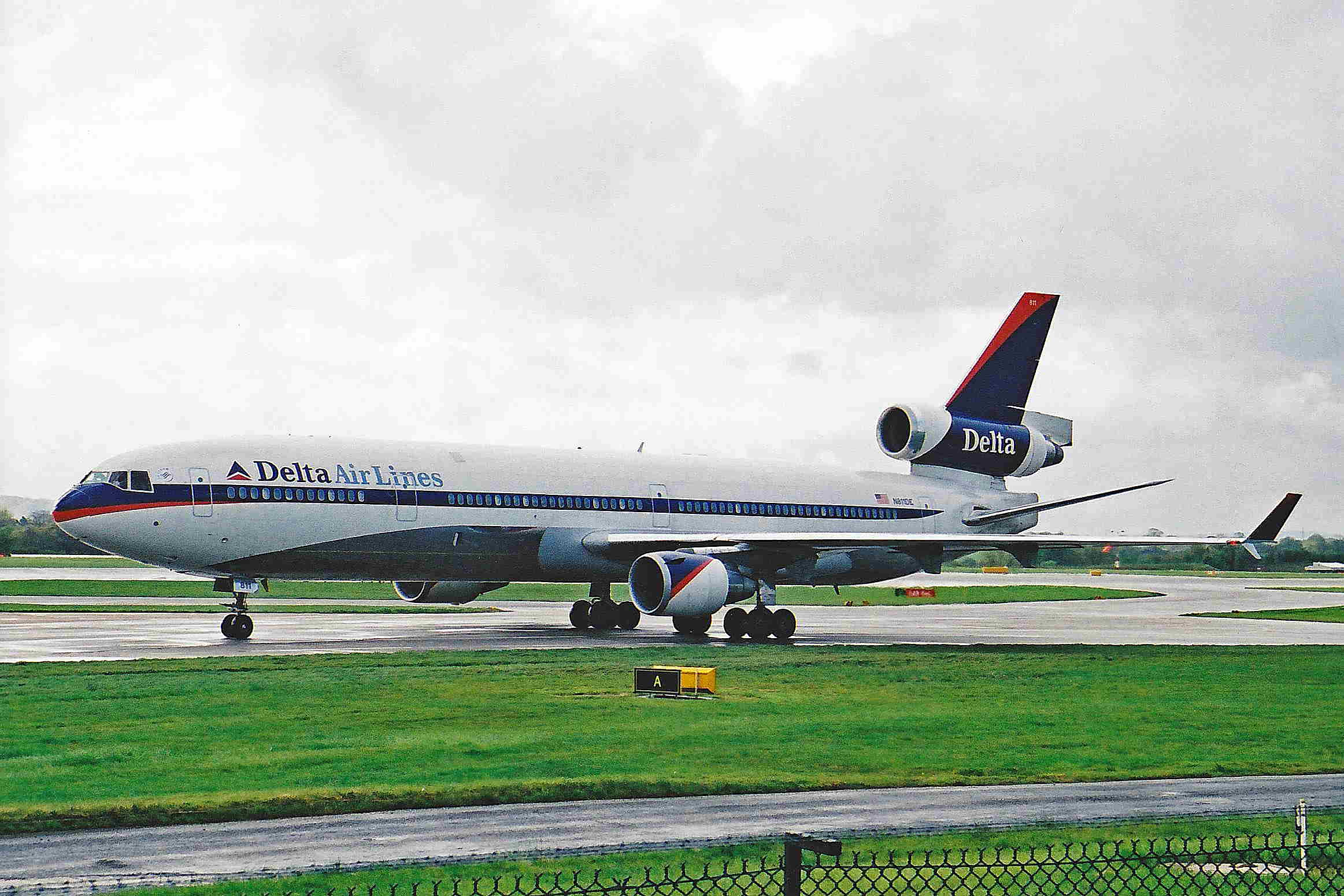
Un McDonnell Douglas MD-11 con la livrea della compagnia tra il 1997 e il 2000.

Nel 1990, Delta divenne la prima compagnia aerea statunitense a utilizzare il McDonnell Douglas MD-11, noleggiandone due dalla Mitsui.
Delta si espanse notevolmente acquistando la maggior parte delle rotte europee di Pan Am dopo che la stessa aveva dichiarato bancarotta nel 1991. Delta inizialmente esplorò una divisione congiunta delle attività di Pan Am con United Airlines, dove Delta avrebbe rilevato le operazioni europee da New York e United avrebbe preso le operazioni latinoamericane da Miami, ma i due vettori raggiunsero solo un grosso disaccordo. Il 1º settembre, Delta acquisì i servizi europei della Pan Am e le rotte della costa orientale, continuando a operarli con il nome Pan Am.
Sebbene Delta inizialmente avesse promesso ulteriori iniezioni di capitale proprio per mantenere a galla Pan Am, decise di non farlo un mese dopo, il che costrinse Pan Am a cessare le operazioni il 4 dicembre 1991. La United acquistò le rimanenti attività pochi giorni dopo, comprese le rotte transatlantiche da Miami, per un totale di 135 milioni di dollari.
Il 9 dicembre, il comitato dei creditori della Pan Am citò in giudizio Delta per oltre 2,5 miliardi di dollari. Nel dicembre 1994, un giudice federale si pronunciò a favore di Delta, concludendo che non era responsabile per la scomparsa di Pan Am.
La "fase Pan Am" diede a Delta la più grande rete di rotte transatlantiche tra le compagnie aeree statunitensi. A causa di queste acquisizioni, Delta divenne e rimane il più grande vettore transatlantico degli Stati Uniti, in termini di passeggeri trasportati e numero di voli operati. Le rotte ex-Pan Am acquisite da Delta includevano Detroit-Londra, nonostante le obiezioni della Northwest Airlines dovute alla piccola presenza di Delta a Detroit e alle operazioni relativamente più grandi della Northwest. La Northwest tentò successivamente di acquistare la rotta Baltimora-Londra della USAir (ora American Airlines) per 5 milioni di dollari e di trasferire la rotta a Detroit, ma finì per acquistare la rotta da Delta nel 1995.
Per tutti gli anni '90, Delta mantenne un hub secondario a Portland per le sue operazioni verso l'Asia. Oltre ai voli di linea regolari verso gli hub principali di Delta durante questo periodo (Atlanta, Cincinnati, Dallas e Salt Lake City), molti dei voli verso l'Asia erano operati da Portland e Los Angeles, utilizzando i L-1011 e gli MD-11. Le destinazioni includevano Bangkok, Fukuoka (ripresa il 28 dicembre 2011 da Honolulu come rotta stagionale), Hong Kong, Manila, Nagoya, Seul, Taipei e Tokyo (ripresa il 3 giugno 2009 in sostituzione della rotta della Northwest Airlines). Delta era una delle compagnie aeree prese di mira nel fallito complotto del Progetto Bojinka: i cospiratori pianificarono di bombardare un MD-11 che volava da Seul a Bangkok via Taipei il 21 gennaio 1995.
Nel 1997, Delta raggiunse una pietra miliare senza precedenti nel settore del trasporto aereo: la prima compagnia aerea a imbarcare più di 100 milioni di passeggeri in un solo anno. Delta iniziò anche un'espansione delle rotte USA-America Latina.

### Anni 2000
Nel 2000, Delta ha collaborato con Aeroméxico, Air France e Korean Air per formare SkyTeam, un'alleanza globale. Tre anni dopo, Delta avviò la più grande alleanza di code-share nazionale con Continental Airlines e Northwest Airlines. Oggi SkyTeam è la seconda più grande alleanza di compagnie aeree al mondo (dopo Star Alliance).

#### Rinnovamento della flotta
Nel tentativo di semplificare la sua flotta e trarre vantaggio dalla compatibilità multipiattaforma, non solo nell'addestramento dei piloti ma anche nella manutenzione, la compagnia iniziò a ritirare i suoi trijet (aerei a tre motori) a favore dei bimotori (aerei a due motori). L'intera flotta attiva di Delta è ora composta da twinjet.
- iI Lockheed L-1011 è stato, per molti anni, il cavallo di battaglia della flotta e la spina dorsale della rete internazionale di Delta, arrivando a 56 esemplari in servizio contemporaneamente. L'ultimo L-1011 (N728DA) è stato ritirato il 31 luglio 2001. L'ultimo volo è stato operato come volo 1949 da Orlando ad Atlanta. I Lockheed L-1011 furono sostituiti dai Boeing 767-400ER.
- i numerosi Boeing 727 della compagnia aerea sono stati completamente sostituiti dai Boeing 737-800 nel 2003.
- Delta ha operato il suo ultimo volo con un MD-11 il 1º gennaio 2004, operando come volo 56 dall'aeroporto internazionale di Narita ad Atlanta. Ciò ha concluso il servizio relativamente breve dell'MD-11 nella flotta. Gli MD-11 sono stati sostituiti dai Boeing 777-200ER. Il 23 settembre 2004, un portavoce di Delta ha confermato l'intenzione di vendere 8 MD-11 a FedEx Express. I rimanenti MD-11 sono stati venduti a World Airways per uso charter o convertiti in cargo per UPS Airlines.

#### Bancarotta

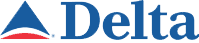
Il logo di Delta dal 2000 al 2004.

Già nel 2004, nel tentativo di evitare il fallimento, Delta iniziò una ristrutturazione, che includeva tagli dei posti di lavoro e un'espansione aggressiva delle operazioni di Atlanta con circa 100 nuovi voli, rendendola un "super-hub"' e richiedendo alla compagnia di diffondere il suo orario dei voli in modo più uniforme durante la giornata.
Il 15 agosto 2005, Delta concluse un accordo per vendere il vettore Atlantic Southeast Airlines (ASA) per 425 milioni di dollari in contanti a SkyWest Airlines nel tentativo di ottenere denaro per evitare il fallimento. Gli analisti definirono la mossa "disperata", stimando il valore di ASA tra i 700 e gli 800 milioni di dollari, un prezzo che SkyWest non sarebbe stata disposta a pagare.
Delta chiese protezione ai suoi creditori ai sensi del Chapter 11 del Codice fallimentare degli Stati Uniti il 14 settembre 2005, tramite un deposito presso la Corte fallimentare per il distretto meridionale di New York, a Manhattan; le passività dell'azienda includevano circa 28,27 miliardi di dollari di debito totale. Ironia della sorte, anche il vettore rivale Northwest Airlines aveva chiesto la protezione lo stesso giorno attraverso un deposito presso lo stesso tribunale; Delta e Northwest si sarebbero infine fuse diversi anni dopo, dopo che entrambe le società si erano ristrutturate ed erano uscite dalla bancarotta, con Delta come entità aziendale superstite.
Nel dicembre 2005, Delta tagliò il 26% dei suoi voli presso il suo hub di Cincinnati e ridistribuì gli aerei nei suoi hub di Atlanta e Salt Lake City.

#### Riorganizzazione

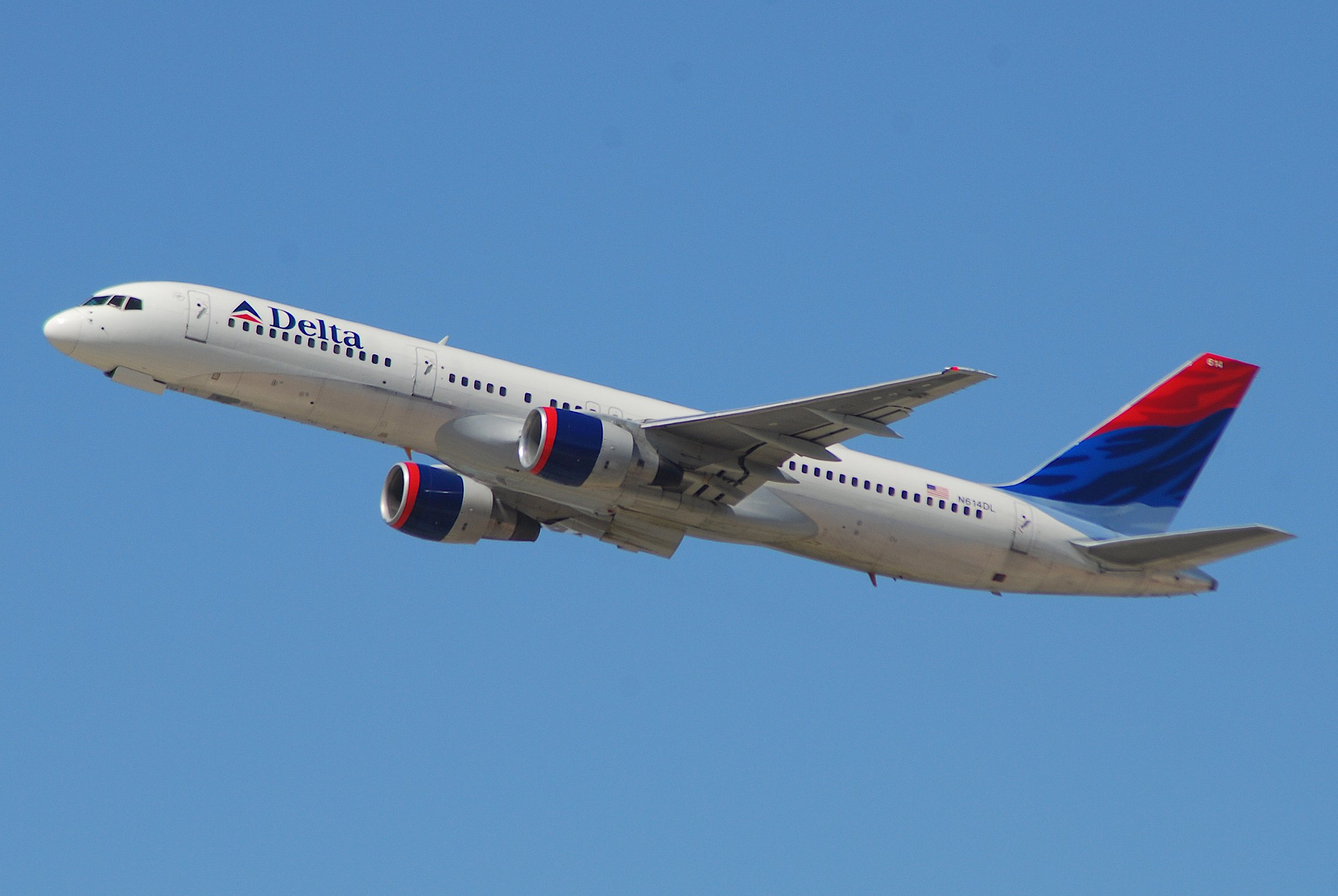
Un Boeing 757 con la livrea utilizzata tra il 2000 e il 2007.

Nel 2005, Delta accelerò la sua ristrutturazione, mirando a ridurre i costi di ulteriori 3 miliardi di dollari all'anno entro il 2007. Di questi, 970 milioni dovevano provenire dalla cancellazione del debito, dal leasing e dal risparmio dovuto all'ammodernamento della flotta. Gli stipendi dei lavoratori non sindacalizzati dovevano essere ridotti di un minimo del 9%, con una riduzione del 15% per gli ufficiali esecutivi e una riduzione dello stipendio del 25% per il CEO Gerald Grinstein. Nel dicembre 2005, i piloti acconsentirono a un ulteriore taglio temporaneo del 14% dello stipendio, portandosi dietro il 32,5% preso all'inizio del 2005. Questo taglio venne reso permanente con la ratifica di un accordo nel giugno 2006. Inoltre, la società pianificò licenziare tra 7.000 e 9.000 dei suoi 52.000 dipendenti.
Nel 2006, Delta acquisì i diritti per volare tra New York City e Londra da United Airlines.
Il 24 febbraio 2006, Delta, insieme a Continental Airlines e FedEx Express, vide le future operazioni in Venezuela gravemente colpite dalla decisione del presidente Hugo Chávez di limitare i voli in arrivo in quel paese sudamericano dagli Stati Uniti.
Sulla base di tutte queste nuove iniziative, Delta prevedeva un ritorno alla redditività entro la fine del 2007, sulla base di un modello di prezzo del petrolio greggio di $ 66 al barile, in contrasto con la ristrutturazione di altri vettori in bancarotta modellata su $ 55 al barile.
A partire dal 2007, Delta iniziò a offrire programmi su richiesta su tutti i voli di durata superiore a quattro ore dai suoi hub principali di New York City, Salt Lake City e Atlanta. La programmazione e la musica dal vivo erano gratuite e i film disponibili su richiesta per una cifra simbolica in pullman e gratuitamente in prima classe. Delta installò anche un sistema di intrattenimento in volo migliorato sugli aerei che operavano voli internazionali, con una selezione personale di film. Il sistema era stato installato in tutte le classi sui Boeing 767-400ER e 777-200ER, e nella classe Business Elite sui Boeing 767-300ER.
Il 9 novembre 2006, la compagnia aerea richiamò 1.000 assistenti di volo che erano stati precedentemente licenziati e, nel dicembre 2006, iniziò ad accettare domande da aspiranti piloti per la prima volta in 5 anni. Si aspettava di assumere quasi 200 primi ufficiali nel 2007.

#### Acquisizione fallita da parte della US Airways
Il 15 novembre 2006, Bloomberg riferì che il gruppo US Airways, la società madre di US Airways, aveva proposto l'acquisizione di Delta per 8 miliardi di dollari in contanti e azioni.
Oltre alla gestione di Delta, i dipendenti sembravano essere estremamente scettici riguardo alle affermazioni della direzione di US Airways secondo cui una fusione non avrebbe comportato riduzioni di posti di lavoro e avrebbe fornito un futuro più sicuro. I dipendenti iniziarono a indossare delle spillette "Keep Delta My Delta" e a fare campagne per sensibilizzare l'opinione pubblica sulla loro opposizione alla proposta di acquisizione.
Il 19 dicembre 2006, Delta respinse ufficialmente la proposta di fusione del gruppo US Airways. La compagnia lanciò anche una campagna mediatica contro la fusione per aumentare il sostegno pubblico. La campagna "Keep Delta My Delta" riprese dall'omonimo sforzo di base dei dipendenti. Il sito web dello sforzo ospitava una petizione elettronica, citazioni di eminenti dissidenti e gli effetti che la fusione avrebbe potuto avere su località selezionate. Nel suo rapporto, Delta citò molte ragioni per rifiutare l'offerta, incluso il fatto che avrebbe portato a un servizio clienti peggiore, possibili licenziamenti, un vettore inefficiente, il vettore con il maggior carico di debito nel settore e potenze quasi monopolistiche.
Il 20 dicembre 2006, Delta e il suo consulente finanziario, il Blackstone Group, dichiararono che Delta sarebbe stata valutata tra i 9,4 miliardi e i 12 miliardi di dollari dopo l'uscita dal fallimento; ciò le avrebbe dato una capitalizzazione paragonabile a quella della Southwest Airlines Co. o superiore a quella di AMR Corp. di American Airlines e Continental Airlines, Inc. messe insieme. L'amministratore delegato del gruppo US Airways Doug Parker dichiarò che l'autovalutazione di Delta mancava di credibilità ed era irrealistica. Il CEO di Delta Gerald Grinstein replicò affermando che la compagnia aerea (US Airways) era "la peggiore di tutti i potenziali partner di fusione".
Il 10 gennaio 2007, US Airways aumentò la sua offerta del 20%, portandola a 10,2 miliardi di dollari. Delta rispose con una dichiarazione, sostenendo che "... la proposta rivista non affrontava le preoccupazioni significative che erano state sollevate sulla proposta iniziale e, di fatto, avrebbero aumentato l'onere del debito della compagnia combinata di un altro miliardo di dollari". Quello stesso giorno si ipotizzò che Delta Air Lines fosse in trattative con Continental Airlines, Northwest Airlines e United Airlines per respingere l'offerta della US Airways. Il CEO Gerald Grinstein, tuttavia, negò che fossero in corso negoziati seri con la Northwest o qualsiasi altra compagnia aerea.
Il 28 gennaio 2007, la holding della US Airways aumentò la sua offerta di un altro miliardo di dollari secondo il Wall Street Journal, ma i portavoce negarono qualsiasi cambiamento. Il 31 gennaio 2007, i creditori respinsero qualsiasi tentativo di acquisizione.

#### Emersione dalla bancarotta
Il 25 aprile 2007, il piano fallimentare della compagnia venne approvato dal tribunale fallimentare. Il 30 aprile 2007, Delta Air Lines uscì dalla protezione contro i fallimenti come vettore indipendente e svelò anche un nuovo logo, che ricorda quello degli anni '70 e '80, e una nuova livrea.
Le precedenti azioni di Delta vennero cancellate lunedì 30 aprile 2007 e le nuove azioni sarebbero state negoziate "una volta emesse" alla Borsa di New York. Queste azioni iniziarono a essere negoziate giovedì 3 maggio 2007. Il prezzo di partenza era di circa $ 20,00 per azione, che salì fino a $ 23,35. Tuttavia, gli investitori mostrarono poca fiducia nel titolo poiché il prezzo era sceso a $ 19,00 nel corso della settimana.
Dopo essere uscita dal fallimento, Delta aumentò le operazioni all'aeroporto Internazionale di Los Angeles del 50%, stabilendo così Los Angeles come secondo hub della costa occidentale di Delta e nuovo potenziale gateway asiatico con un totale di 99 partenze giornaliere.

#### Post-bancarotta
Il 10 maggio 2007, Delta avviò una partnership con US Helicopter, che forniva servizi dall'aeroporto Internazionale John F. Kennedy a diversi eliporti nel centro di Manhattan.
Il 12 luglio 2007, Delta e i suoi partner SkyTeam persero gli slot nell'Unione europea per alleviare le preoccupazioni in materia di antitrust.
Il 21 agosto 2007, la compagnia nominò Richard Anderson, ex CEO di Northwest Airlines ed esecutivo di UnitedHealth Group, in sostituzione del CEO uscente Gerald Grinstein. Anderson assunse l'incarico il 1º settembre.
Il 14 novembre 2007, Pardus Capital Management LP, un fondo speculativo che possedeva 7 milioni di azioni di Delta e 5,6 milioni di azioni di United, chiese la fusione dei due vettori. Questa azione fece aumentare le quote di entrambe le compagnie aeree. Tuttavia, le due negarono rapidamente i colloqui ufficiali su qualsiasi fusione.

### Anni 2010

#### Fusione con Northwest Airlines

Il simbolo utilizzato durante la fusione.

Il 14 aprile 2008, in seguito ai colloqui di fusione segnalati per la prima volta il 15 gennaio 2008, Delta e Northwest Airlines annunciarono che si sarebbero unite per creare la più grande compagnia aerea del mondo sotto il nome Delta. La fusione formò effettivamente la più grande compagnia aerea commerciale del mondo, con 786 aeromobili. La compagnia con sede ad Atlanta avrebbe avuto un valore aziendale di 17,7 miliardi di dollari. La società dichiarò anche il 14 aprile 2008 di aver concordato con il sindacato dei piloti di estendere il contratto esistente fino alla fine del 2012. L'accordo, soggetto al voto dei piloti, avrebbe fornito a Delta Pilots una quota di partecipazione del 3,5%.
Il programma Northwest WorldPerks venne fuso in Delta SkyMiles il 1º ottobre 2009. I certificati di esercizio vennero fusi il 31 dicembre 2009. I sistemi di prenotazione il 31 gennaio 2010, ritirando ufficialmente il marchio Northwest.
Alla fine, tutti gli aerei della Northwest sono stati ridipinti con la livrea di Delta. I tre hub statunitensi della Northwest sono stati rinominati e i gate consolidati insieme ad altri aeroporti statunitensi. Negli aeroporti in cui Northwest e Delta operavano in terminal separati, una compagnia aerea si è spostata al terminal dell'altra.

#### Dal 2015
Nel 2015, la compagnia ha stretto una partnership con China Eastern Airlines in cui Delta ha acquistato una quota del 3,55% in China Eastern per 450 milioni di dollari.
Nell'agosto 2016 migliaia di voli della compagnia sono stati ritardati o cancellati a causa di un problema tecnico. Decine di migliaia di persone sono rimaste bloccate in tutto il mondo.
Nel settembre 2017, il volo Delta 431 da San Juan al JFK di New York è diventato famoso per essere fuggito dall'uragano Irma di categoria 5 appena prima che arrivasse sull'isola di Porto Rico.
Nell'ottobre 2018, Delta Air Lines ha ricevuto un Airbus A220, N101DU, il primo di un ordine di 75 jet.
Nel settembre 2019, Delta ha annunciato una partnership con LATAM Airlines Group in cui Delta avrebbe acquisito una quota del 20% in LATAM per 1,9 miliardi di dollari e ne avrebbe investiti 350 milioni per aiutare LATAM a sciogliere i suoi legami con Oneworld. Delta avrebbe anche ceduto la sua partecipazione del 9% in Gol Transportes Aéreos. Non era chiaro se LATAM si sarebbe unita a SkyTeam una volta uscito da Oneworld, ma il CEO del gruppo Ignacio Cueto ha dichiarato che per ora LATAM non entrerà a far parte di SkyTeam.
A seguito di una riduzione della domanda dei passeggeri a causa della pandemia di COVID-19, il 13 marzo Delta Air Lines ha annunciato che avrebbe ridotto la sua capacità del 40%. Inoltre, Delta avrebbe rinviato le consegne, tagliato i costi per 2 miliardi di dollari e parcheggiato fino a 600 aeromobili.
Il 2 giugno 2020, tutti i McDonnell Douglas MD-88 e MD-90 sono stati ritirati.
Nell'ottobre 2020, Delta Air Lines e la compagnia aerea canadese WestJet hanno presentato una proposta di joint venture all'U.S.D.O.T. Il dipartimento ha risposto con una serie di condizioni, tra cui l'esclusione dalla joint venture della controllata ULCC di WestJet, Swoop, e la cessione di 16 slot di decollo e atterraggio all'aeroporto LaGuardia di New York. Entrambe le compagnie aeree hanno ritirato le loro domande trovando le condizioni "irragionevoli e inaccettabili". Tuttavia, il 23 luglio 2021, il CEO di WestJet, Ed Sims, ha annunciato che le due compagnie aeree stavano ancora portando avanti una domanda di joint venture nuova e rivista.
Dopo aver subito perdite a causa delle restrizioni al settore dovute alla pandemia di COVID-19 dell'anno precedente, Delta ha registrato il suo primo profitto trimestrale durante il secondo trimestre di 652 milioni di dollari, interrompendo la serie di perdite di cinque trimestri. Nonostante la ripresa dei profitti, la compagnia è rimasta del 55% al di sotto degli 1,4 miliardi di dollari accumulati nel secondo trimestre del 2019.

## Identità aziendale

### Uffici

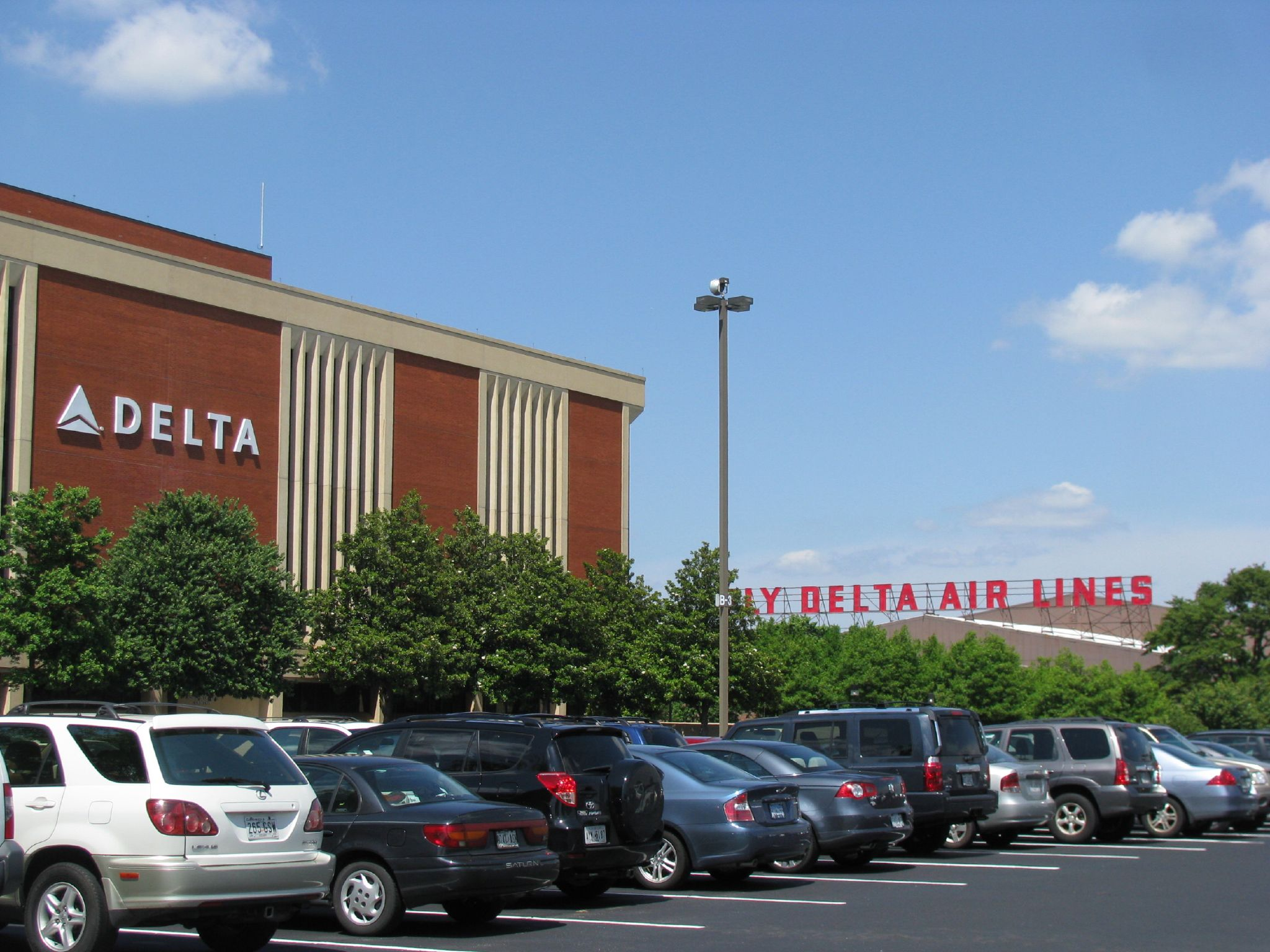
Il quartier generale della compagnia ad Atlanta.

La sede aziendale di Delta si trova in un campus al confine settentrionale dell'aeroporto Internazionale di Atlanta Hartsfield-Jackson, entro i confini della città di Atlanta. Questa località funge da quartier generale di Delta dal 1941, quando la società trasferì i suoi uffici aziendali da Monroe, in Louisiana, nella Greater Atlanta. Prima del 1981, il campus aziendale di Delta, un appezzamento di terreno di 32 ettari in prossimità del vecchio terminal dell'aeroporto di Hartsfield, si trovava fuori dai confini della città di Atlanta, nella contea di Fulton, in Georgia. Il 3 agosto 1981, il Consiglio comunale di Atlanta ha approvato l'annessione di 141 acri (57 ettari) di terreno, un'area che conveneva la sede del Delta. Dal 1981, Delta avrebbe dovuto iniziare a pagare 200.000 dollari all'anno alla città di Atlanta in tasse. Nel settembre 1981, la compagnia fece causa alla città, contestando l'annessione sulla base della costituzionalità dell'annessione della città di Atlanta del 1960 del vecchio terminal di Hartsfield. Ad Atlanta venne permesso di annettere solo aree adiacenti ad aree già nei limiti della città.
Oltre ad ospitare la sede aziendale di Delta, Hartsfield-Jackson è anche la sede di Delta TechOps, una sussidiaria che si occupa della manutenzione, riparazione e revisione degli aeromobili e il più grande servizio completo di MRO della compagnia aerea del Nord America, specializzato in motori, componenti e cellula.
Delta mantiene una vasta presenza nelle Twin Cities, con oltre 12.000 dipendenti [106] nella regione, nonché importanti funzioni di supporto aziendale ospitate nell'area di Minneapolis, inclusi gli uffici della divisione informatica dell'azienda. [107]

### Personale
Tra la sua attività principale e le sue sussidiarie e, a marzo 2015 Delta impiegava quasi 80.000 persone. Ed Bastian è l'attuale amministratore delegato e ricopre questa posizione dal 2 maggio 2016. Joanne Smith è l'Executive Vice President e Chief People Officer responsabile della supervisione e del supporto delle esigenze del personale. È stata nominata il 1º ottobre 2014, in sostituzione di Mike Campbell.
I 14.500 piloti sono rappresentati dalla Air Line Pilots Association, International e rappresentano il più grande gruppo di piloti del sindacato. I circa 180 flight dispatchers della compagnia sono rappresentati dalla Professional Airline Flight Control Association (PAFCA). Nell'agosto 2020, a seguito della pandemia di COVID-19, Delta Airlines ha annunciato che avrebbe licenziato 1.941 piloti se non fosse riuscita a raggiungere un accordo di riduzione degli stipendi con il sindacato. Nel gennaio 2021, Delta ha affermato che, grazie al supporto federale, riuscirà entro l'estate a riassumere 400 piloti a tempo indeterminato.

### Logo e livrea

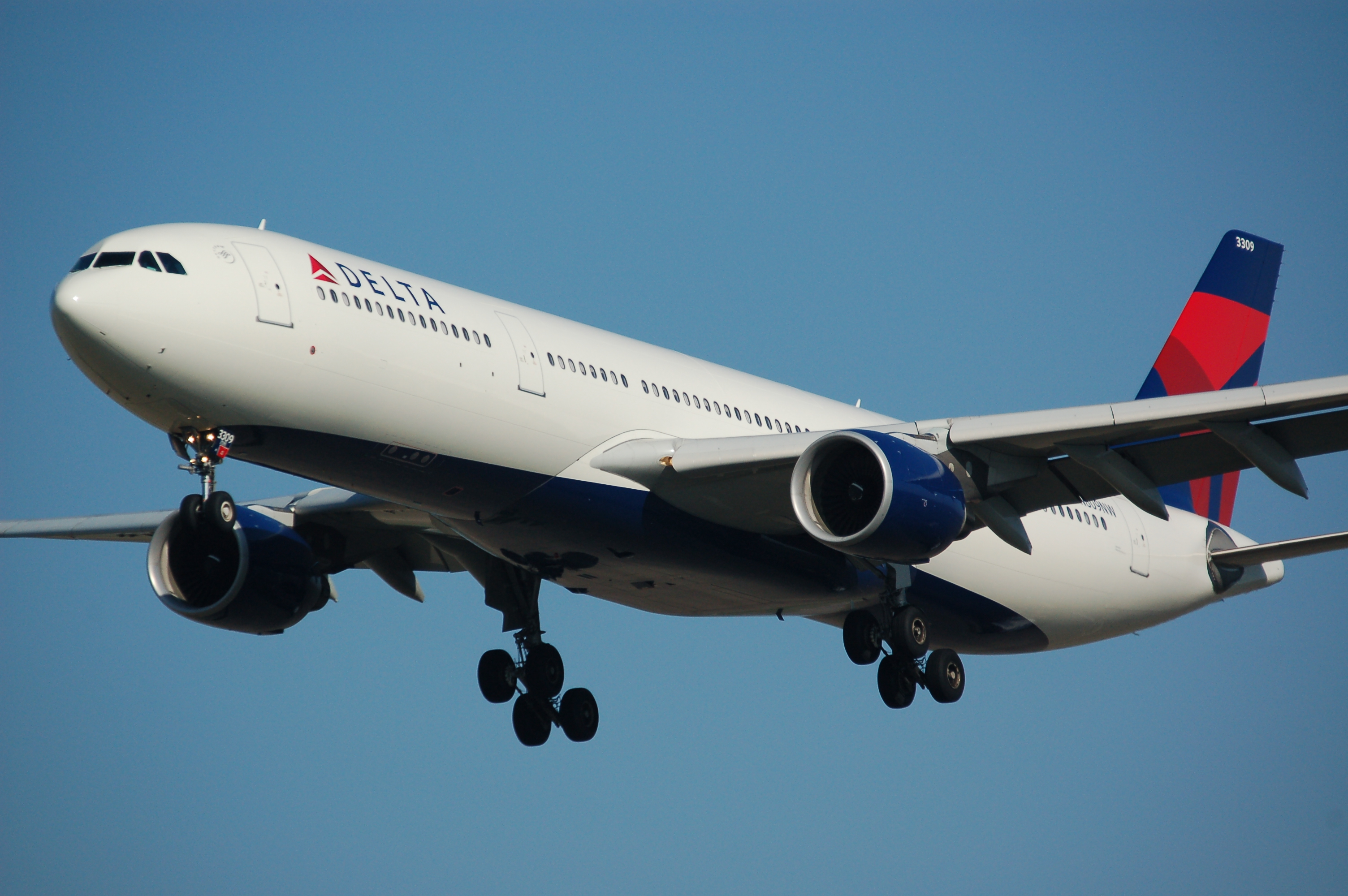
Un Airbus A330-300 nella livrea attuale.

Il logo di Delta, spesso chiamato "widget", è stato originariamente svelato nel 1959. La sua forma triangolare è presa dalla lettera greca delta e ricorda le origini della compagnia aerea nel delta del Mississippi. Si dice anche che ricordi il design ad ala larga del DC-8, il primo aereo a reazione della società.
L'attuale livrea di Delta si chiama "Upward & Onward". Presenta una fusoliera bianca con il nome dell'azienda in caratteri blu e un widget sullo stabilizzatore verticale. Delta ha introdotto questa livrea nel 2007 come parte di un rebranding dopo essere emersa dalla bancarotta. La nuova livrea è composta da quattro colori, mentre quella vecchia (chiamata "colori in movimento") ne utilizzava otto. Ciò ha permesso di risparmiare un giorno dal ciclo di verniciatura per ogni aereo. La compagnia ha impiegato quattro anni per ridipingere tutti i suoi aeromobili, compresi gli aerei ereditati dalla Northwest Airlines.

### Iniziative ambientali
Nel 2008, Delta Air Lines ha ricevuto un premio dal Design for the Environment (DfE) dell'Agenzia statunitense per la protezione dell'ambiente per l'uso di PreKote, un pretrattamento superficiale al cromo più ecologico e non esavalente sui suoi aeromobili, in sostituzione di sostanze chimiche pericolose in precedenza utilizzate per migliorare l'adesione della vernice e prevenire la corrosione. Inoltre, PreKote riduce il consumo di acqua di due terzi e riduce il trattamento delle acque reflue.
PreKote permette di risparmiare anche riducendo il tempo necessario per dipingere ogni aeroplano. Con un risparmio di tempo compreso tra l'8 e il dieci percento, la compagnia risparmia circa 1 milione di dollari all'anno.

## Cabina

### Delta One

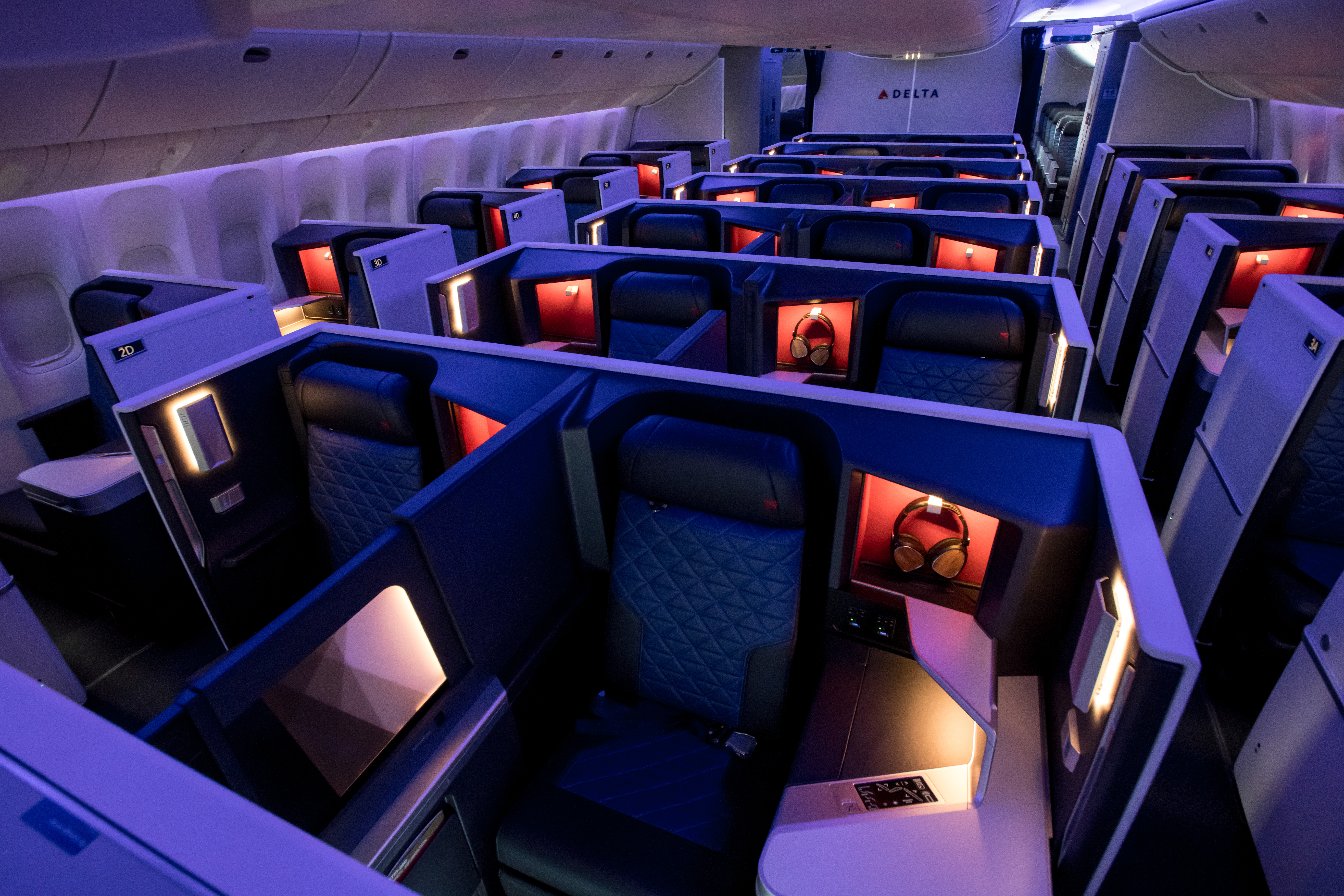
Una Delta One Suite su uno degli ex Boeing 777.

Delta One è il principale prodotto di classe business della compagnia aerea, disponibile sui voli internazionali a lungo raggio, nonché sul servizio transcontinentale da New York a Los Angeles, San Francisco e Seattle.
Delta One offre posti a sedere reclinabili su tutti i tipi di aeromobili e accesso diretto al corridoio da ogni posto su tutti i tipi tranne il Boeing 757-200 (in cui solo una flotta speciale di circa 20 aeromobili dispone di suite). I sedili dei Boeing 767-300ER e Boeing 767-400ER, progettati da James Thompson, sono caratterizzati da un design salvaspazio in cui i sedili sono sfalsati in modo tale che quando nella posizione completamente piatta, il piede di ciascun letto si estende sotto i braccioli del sedile in davanti ad esso. Le cabine Delta One della ex flotta di Boeing 777-200ER/LR sono configurate con un layout a spina di pesce, mentre le cabine dell'Airbus A330 (dotate della suite con letto piatto Cirrus di Zodiac Seats U.S.) sono configurate con un motivo a spina di pesce inversa.
Tutti i sedili sono inoltre dotati di un sistema IFE (on demand in-flight-entertainment) personale, prese elettriche universali, una luce di lettura mobile e un tavolo da lavoro pieghevole. I passeggeri ricevono anche pasti, rinfreschi, bevande alcoliche, un kit di cortesia Tumi Inc., biancheria da letto premium e accesso allo Sky Club prima del volo.
Nell'agosto 2016, Delta ha annunciato l'introduzione delle Delta One Suite su alcuni widebody selezionati. Le suite sono caratterizzate da una porta sul corridoio per una maggiore privacy, oltre a uno spazio di archiviazione migliorato, uno schermo IFE più grande e un design aggiornato. Le suite sono state lanciate sulla flotta di Airbus A350, consegnati per la prima volta a luglio 2017, seguite dall'installazione all'interno della flotta di Boeing 777.

### Premium economy

#### Premium Select

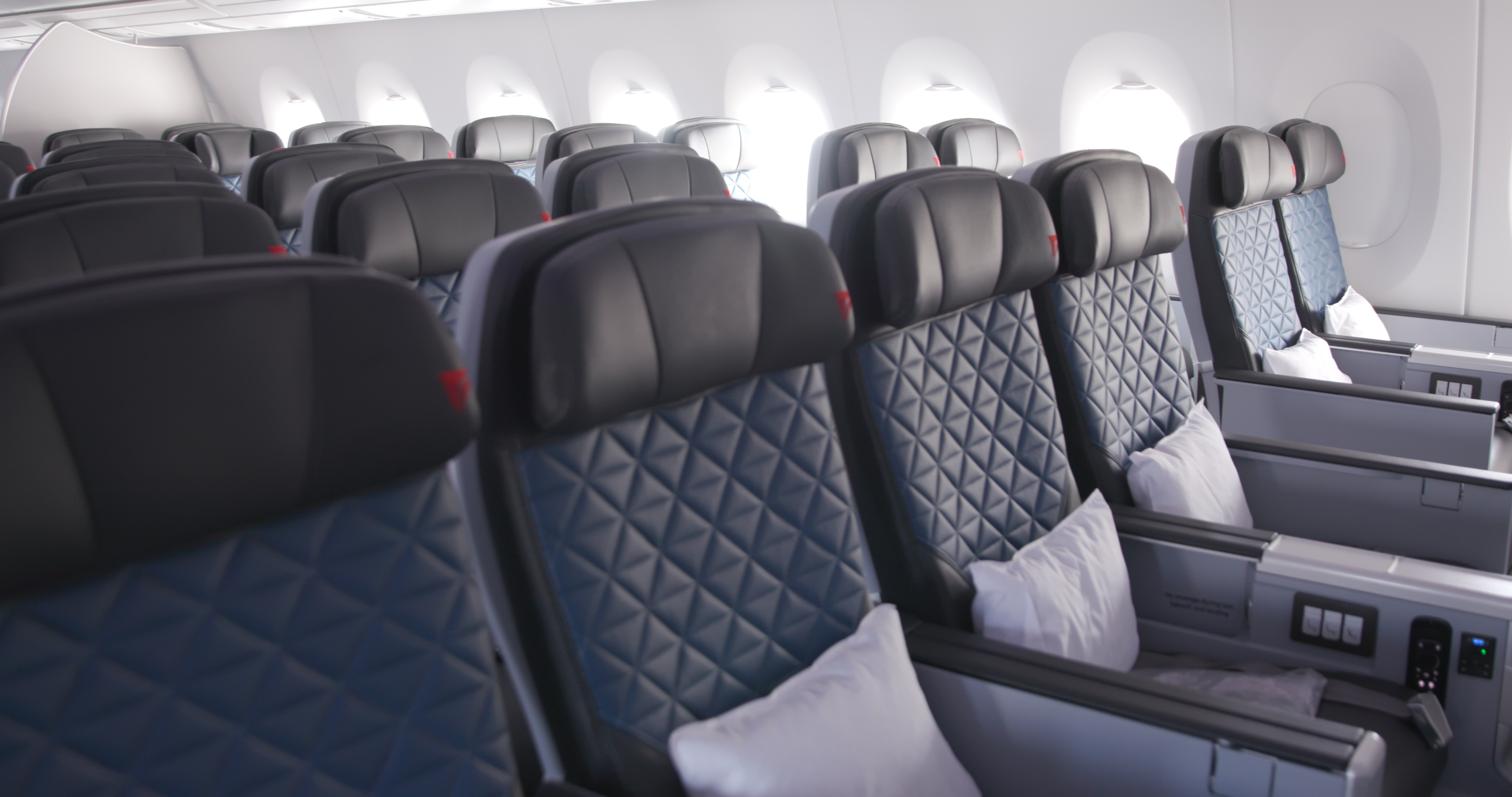
Delta Premium Select su un Airbus A350.

Nell'aprile 2016, il CEO di Delta Ed Bastian ha annunciato che sarebbe stata aggiunta una nuova Premium Economy. Premium Select è dotata di più spazio per le gambe, poggiagambe regolabili, passo e larghezza aumentati e reclinazione extra del sedile. Delta l'ha introdotta sull'Airbus A350, consegnato per la prima volta nell'autunno 2017, per essere seguito dal Boeing 777.

#### Delta Comfort+

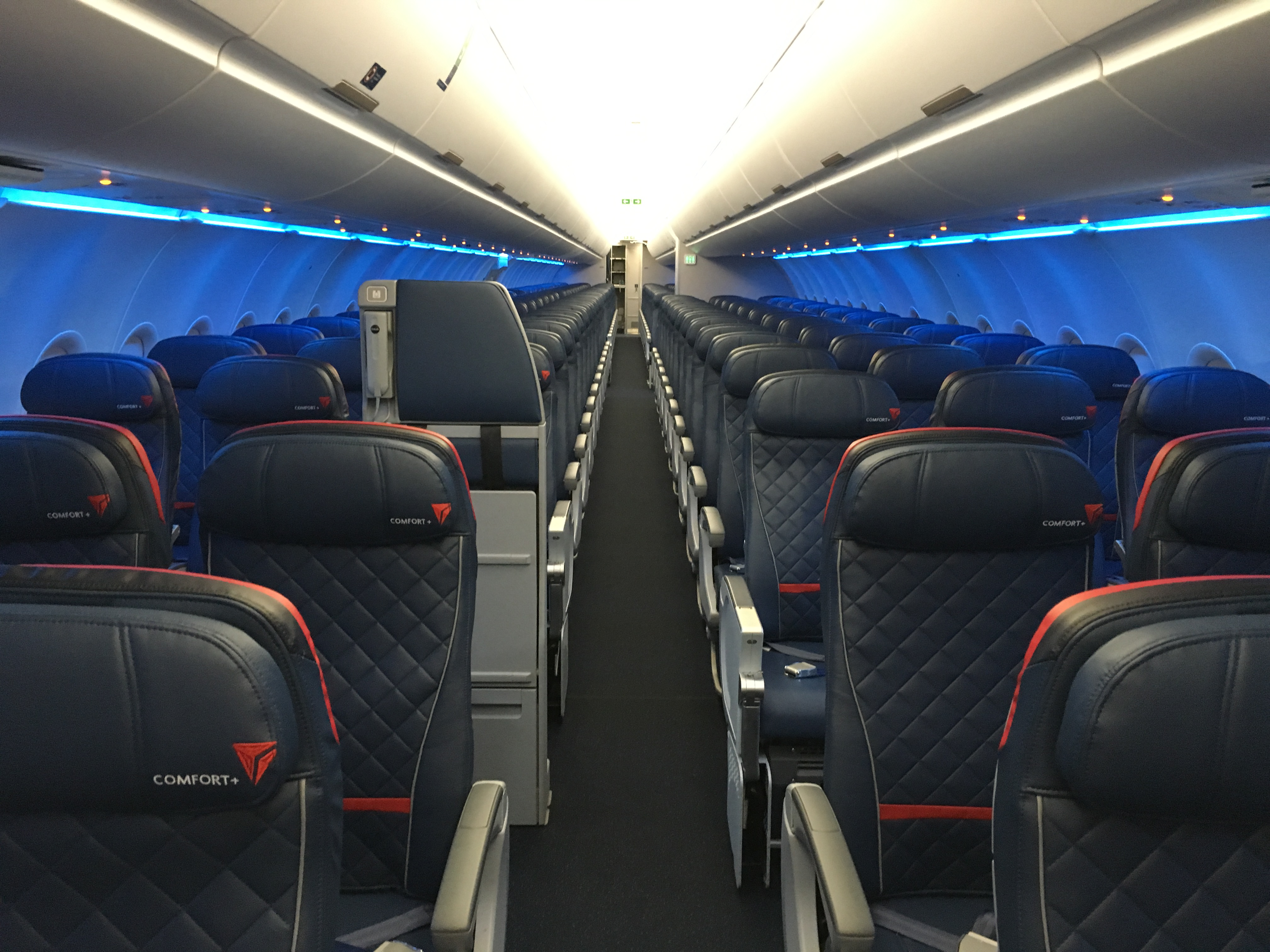
Delta Comfort+ su un Airbus A321.

I sedili della Delta Comfort+ sono installati su tutti gli aeromobili esclusi i nuovi A350 e hanno un passo di 34-36 pollici e il 50% in più di reclinazione rispetto ai sedili standard della cabina principale. I servizi aggiuntivi includono: Sky Priority Boarding, spazio dedicato per il bagaglio a mano, birra, vino e liquori in omaggio sui voli di almeno 250 miglia (400 km) e snack premium gratuiti sui voli di almeno 900 miglia (1.400 km). L'intrattenimento premium gratuito è disponibile tramite Delta Studio, con auricolari gratuiti disponibili sulla maggior parte dei voli. Sui voli transcontinentali tra New York e San Francisco o Los Angeles, i passeggeri ricevono anche impacchi di snack Luvo. I membri Medallion possono passare alla Comfort+ gratuitamente, mentre altri clienti possono effettuare l'upgrade a pagamento o con SkyMiles.

### Economy

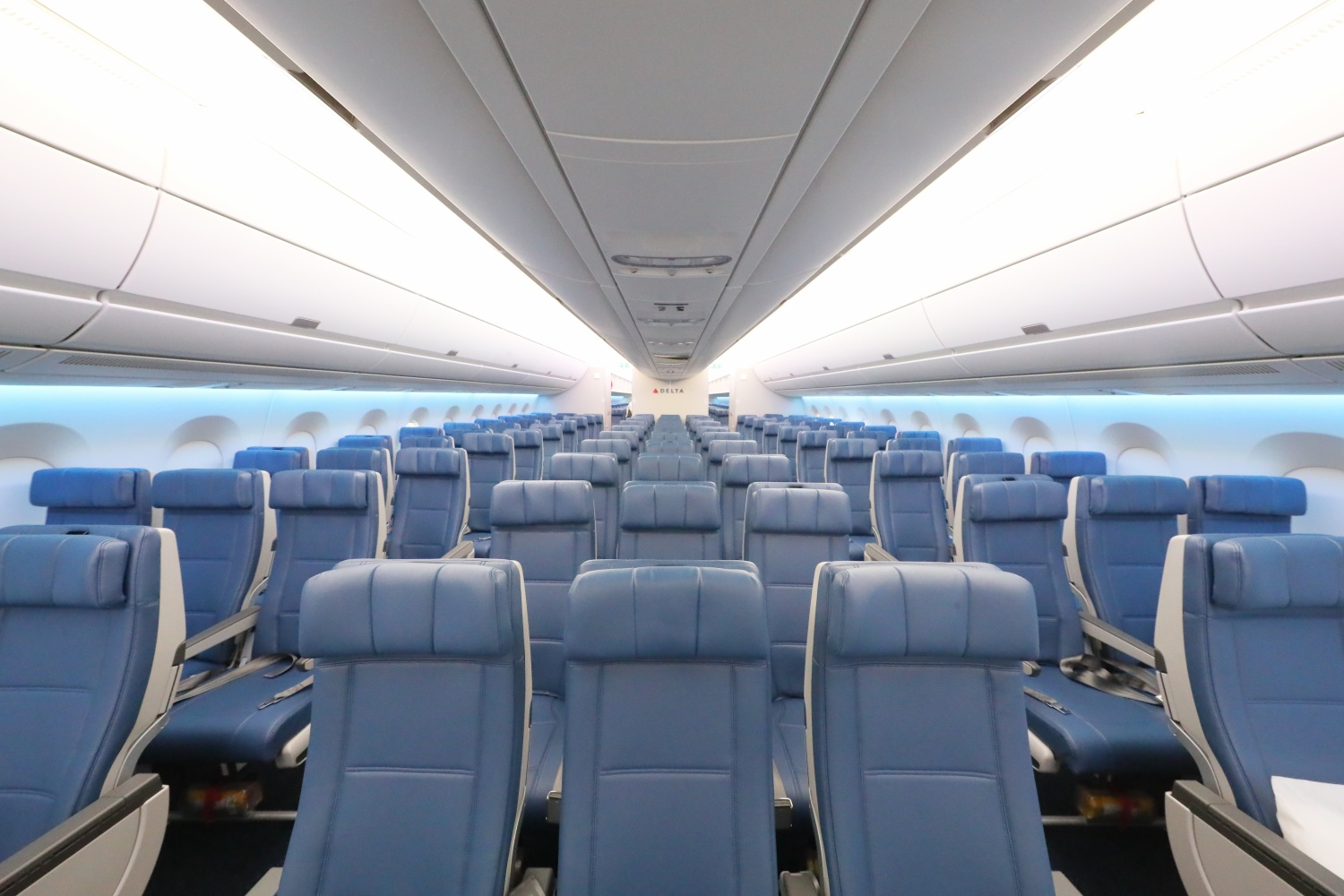
Economy su un Airbus A350.

La Main Cabin (Economy Class) è disponibile su tutti gli aeromobili; i sedili hanno una larghezza di 17-18 pollici (43–46 cm) e un passo di 30-33 pollici (76–84 cm).
I passeggeri della Main Cabin ricevono snack e bevande analcoliche gratuite su tutti i voli di almeno 250 miglia (400 km). È possibile acquistare anche bevande alcoliche. Pasti e bevande alcoliche gratuite sono forniti sui voli internazionali a lungo raggio e su voli nazionali transcontinentali selezionati, come tra New York e Seattle, San Francisco, Los Angeles e San Diego.

## Programmi per i passeggeri

### Delta Sky Club

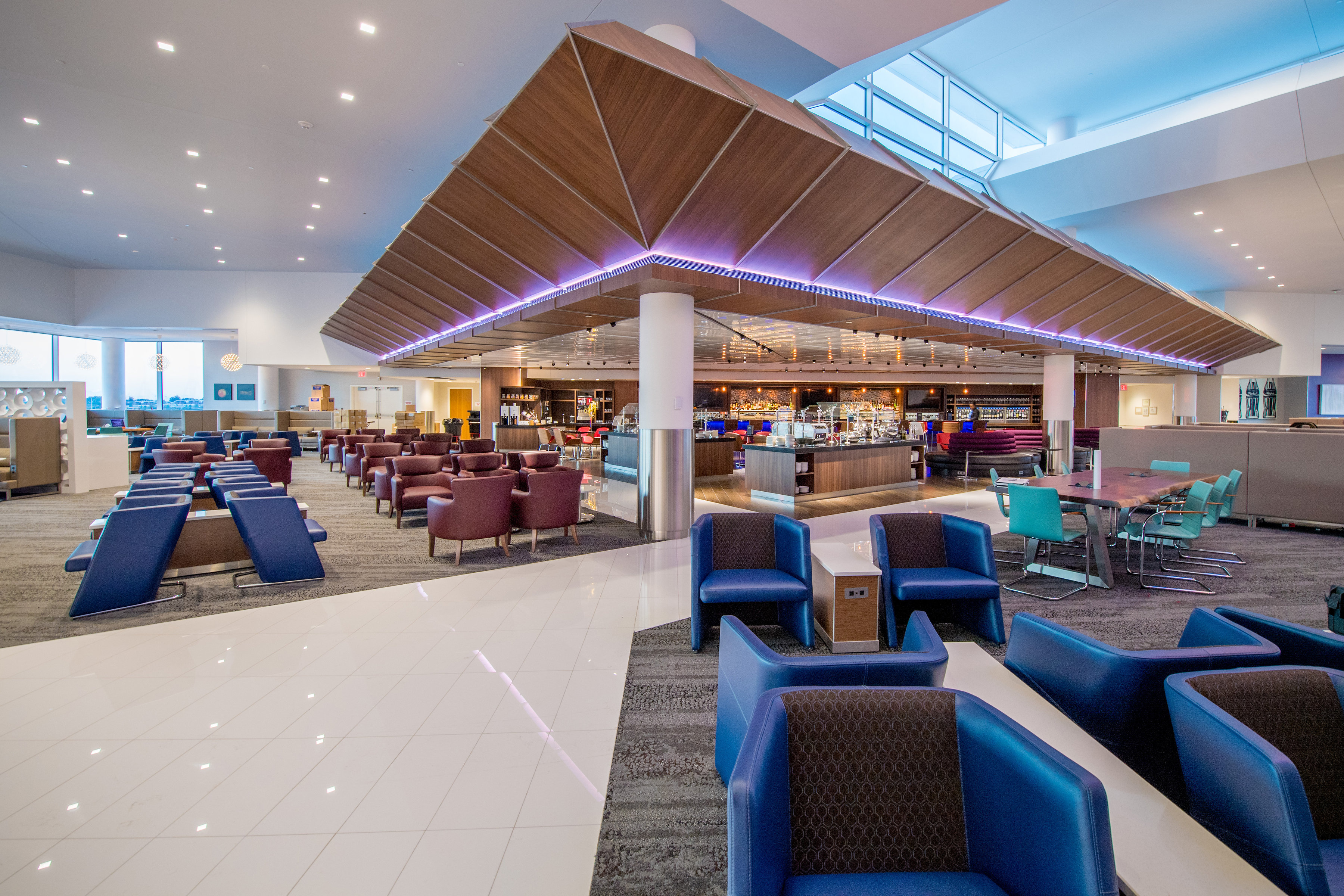
Uno SkyClub ad Atlanta.

Delta Sky Club è il nome del marchio delle lounge aeroportuali di Delta. L'abbonamento è disponibile tramite una membership annuale che può essere acquistata con denaro o miglia. I passeggeri internazionali che viaggiano in classe Delta One ottengono l'accesso gratuito. L'iscrizione può essere concessa anche tramite lo stato Delta di primo livello o essendo un titolare di carta American Express con alcune eccezioni. A partire da gennaio 2019, Delta non offre più pass giornalieri.
Le caratteristiche variano in base alla località, ma generalmente includono bevande gratuite (comprese le bevande alcoliche), snack e materiale di lettura. Il Wi-Fi è gratuito per i membri e gli ospiti ed è per lo più fornito negli Stati Uniti da AT&T.

### SkyMiles
SkyMiles è il programma frequent flyer di Delta Air Lines che offre punti (o "miglia") ai passeggeri che viaggiano con la maggior parte dei tipi di tariffa, nonché ai consumatori che utilizzano carte di credito a marchio Delta, che si accumulano in premi gratuiti come biglietti, upgrade di business e di prima classe e prodotti di lusso. Creato nel 1981 come "Delta Air Lines Frequent Flyer Program", il suo nome è stato cambiato in SkyMiles nel 1995. Delta afferma di essere stata la prima grande compagnia aerea statunitense senza scadenza delle miglia, quindi i viaggiatori possono riscattare i premi in qualsiasi momento.

### SkyBonus
Il 27 novembre 2001, Delta Air Lines ha lanciato SkyBonus, un programma rivolto alle piccole e medie imprese che spendono tra i 5.000 e i 500.000 dollari all'anno in viaggi aerei. Le aziende possono guadagnare punti per viaggi gratuiti e upgrade, nonché per l'iscrizione allo Sky Club e per lo status SkyMiles Silver Medallion. I punti vengono guadagnati su viaggi pagati in base a una varietà di importo della tariffa pagata, codice di prenotazione e luogo di origine o destinazione. Sebbene le aziende iscritte possano guadagnare punti per viaggiare gratuitamente, il passeggero che viaggia è comunque idoneo a guadagnare SkyMiles durante il suo viaggio.
All'inizio del 2010, Delta Air Lines ha fuso il suo programma con l'analogo Biz Perks della Northwest.

## Destinazioni
Delta e i suoi partner dell'alleanza operano più di 15.000 voli al giorno. Delta è l'unico vettore statunitense che vola verso Copenaghen, Dakar, Lagos e Stoccarda.
Nel marzo 2020, Delta ha annunciato la sospensione di tutti i voli per l'Europa continentale per 30 giorni e il taglio del 40% della loro capacità a causa della pandemia di COVID-19.
La compagnia opera voli verso Europa, Asia, Africa, Sud America e Oceania, oltre a molti voli all'interno del Nord America e verso il Canada anche grazie alla Delta Connection, il suo brand regionale.

### Accordi commerciali
Al 2022 Delta Air Lines ha accordi di code-share con le seguenti compagnie:
- Aeroflot
- Aerolineas Argentinas
- Aeroméxico
- Air Europa
- Air France
- China Airlines
- China Eastern
- China Southern
- Czech Airlines
- Garuda Indonesia
- Hawaiian Airlines
- ITA Airways
- Kenya Airways
- KLM Royal Dutch Airlines
- Korean Air
- LATAM Airlines
- Silver Airways
- Transavia
- Vietnam Airlines
- Virgin Atlantic
- Virgin Australia
- WestJet

### Alleanze
Il 22 giugno 2000 Delta Air Lines è entrata a far parte di SkyTeam.

## Hub
- Atlanta: È l'hub principale della compagnia aerea ed è il più importante hub degli Stati Uniti. È la principale porta di accesso all'America Latina e ai Caraibi, ma offre anche una grande quantità di voli per l'Europa e alcuni voli per l'Africa e per l'Asia. Serve anche i voli nazionali, quelli per il Canada e per le Hawaii.
- Boston: È l'hub secondario della compagnia. Offre destinazioni esclusivamente in Europa e Nord America, ma qualche destinazione anche nei Caraibi.
- Detroit: È il principale hub del Midwest ed è il più importante gateway asiatico degli Stati Uniti Orientali. Serve anche destinazioni in Europa, in Nord America e alcune destinazioni in Messico.
- Los Angeles: È l'hub secondario della compagnia aerea per quanto riguarda la West Coast. Offre destinazioni in America Centrale, Asia, Hawaii, Australia, Nuova Zelanda ed Europa, per non dimenticare anche i voli nazionali.
- Minneapolis: È uno degli hub del Midwest ed è il principale gateway canadese, oltre a servire i voli nazionali e alcuni voli in Europa, in Asia e per le Hawaii.
- New York-JFK: È il più importante hub transatlantico della compagnia aerea. Offre in particolare molti voli per l'Europa, per l'Africa e per i Caraibi, ma alcuni voli riguardano anche l'Asia e l'America Latina. Gli altri voli riguardano quelli nazionali (in particolare le destinazioni transcontinentali, ad esempio San Diego, Los Angeles, San Francisco e Seattle) e quelli verso il Canada.
- New York LaGuardia: È il secondo hub di New York della compagnia. Offre una grande quantità di voli per la Regione orientale degli Stati Uniti, oltreché il resto del paese e il Canada.
- Salt Lake City: È l'hub principale della compagnia aerea per quanto riguarda le Montagne Rocciose. Offre una grande quantità di voli nazionali (ma soprattutto la regione delle montagne rocciose), ma anche destinazioni in Canada, Messico, Europa, Hawaii e in Asia.
- Seattle: È il principale hub della compagnia aerea della West Coast e il più importante gateway asiatico degli USA occidentali. Oltreché le numerose rotte asiatiche e le già destinazioni nazionali, da Seattle partono anche i voli per l'Alaska e per le Hawaii, mentre alcuni voli riguardano anche l'Europa e il Messico.
- Raleigh-Durham: È l'hub meno importante della compagnia. E anche l'unico gateway della Carolina del Nord, che offre esclusivamente i voli nazionali, mentre le uniche rotte internazionali riguardano Parigi e Londra.

## Flotta

### Flotta attuale

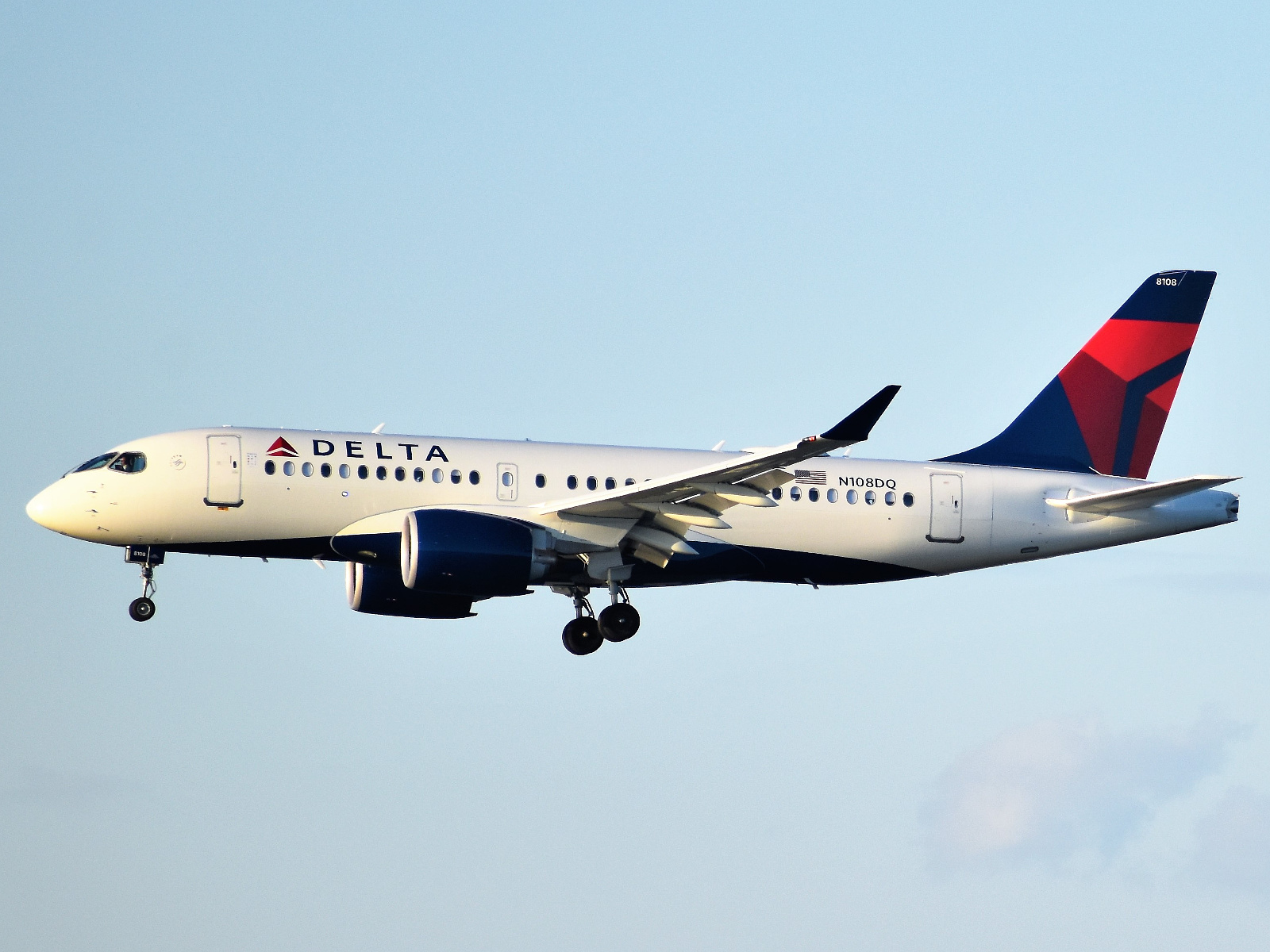
Un Airbus A220-100.

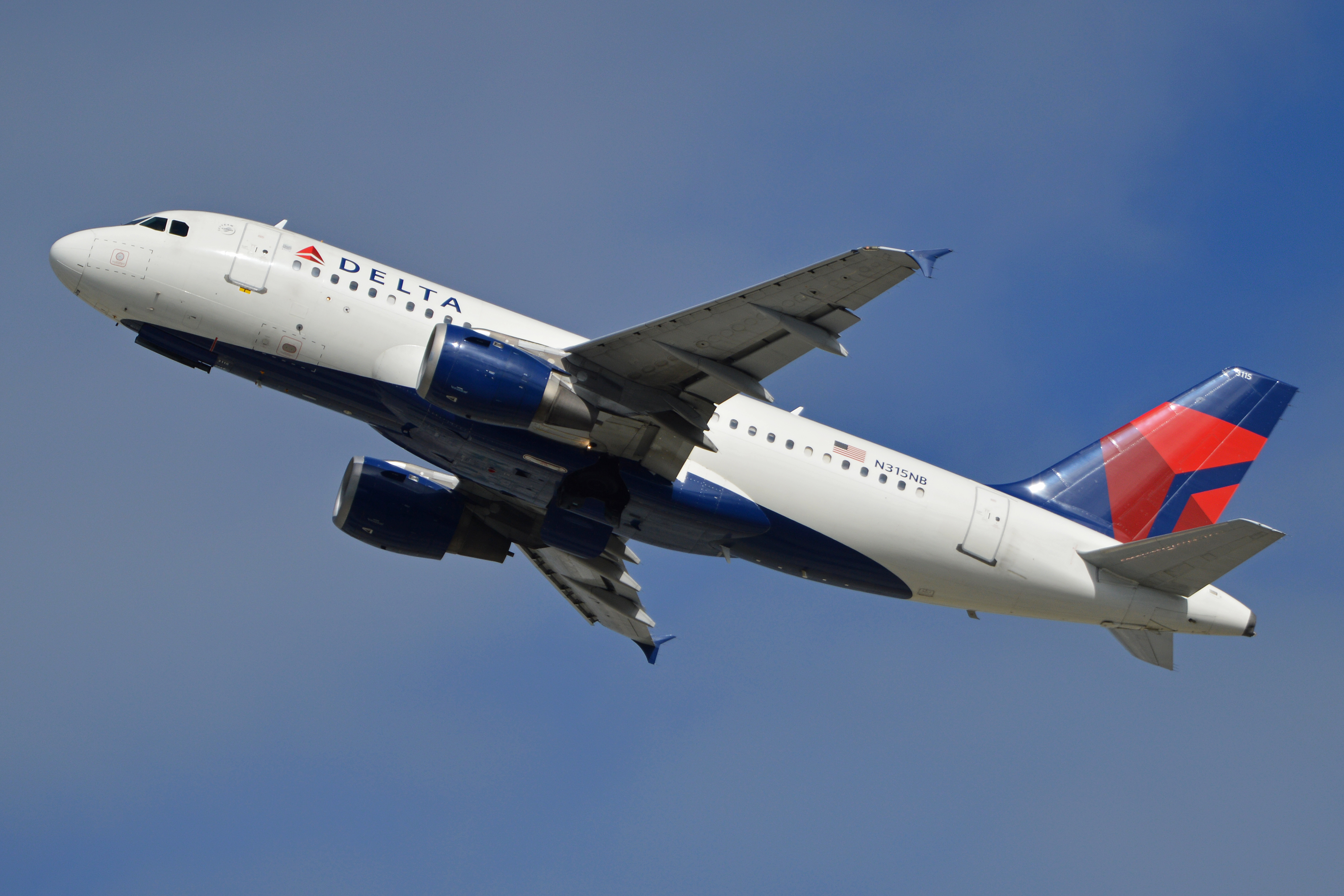
Un Airbus A319-100.

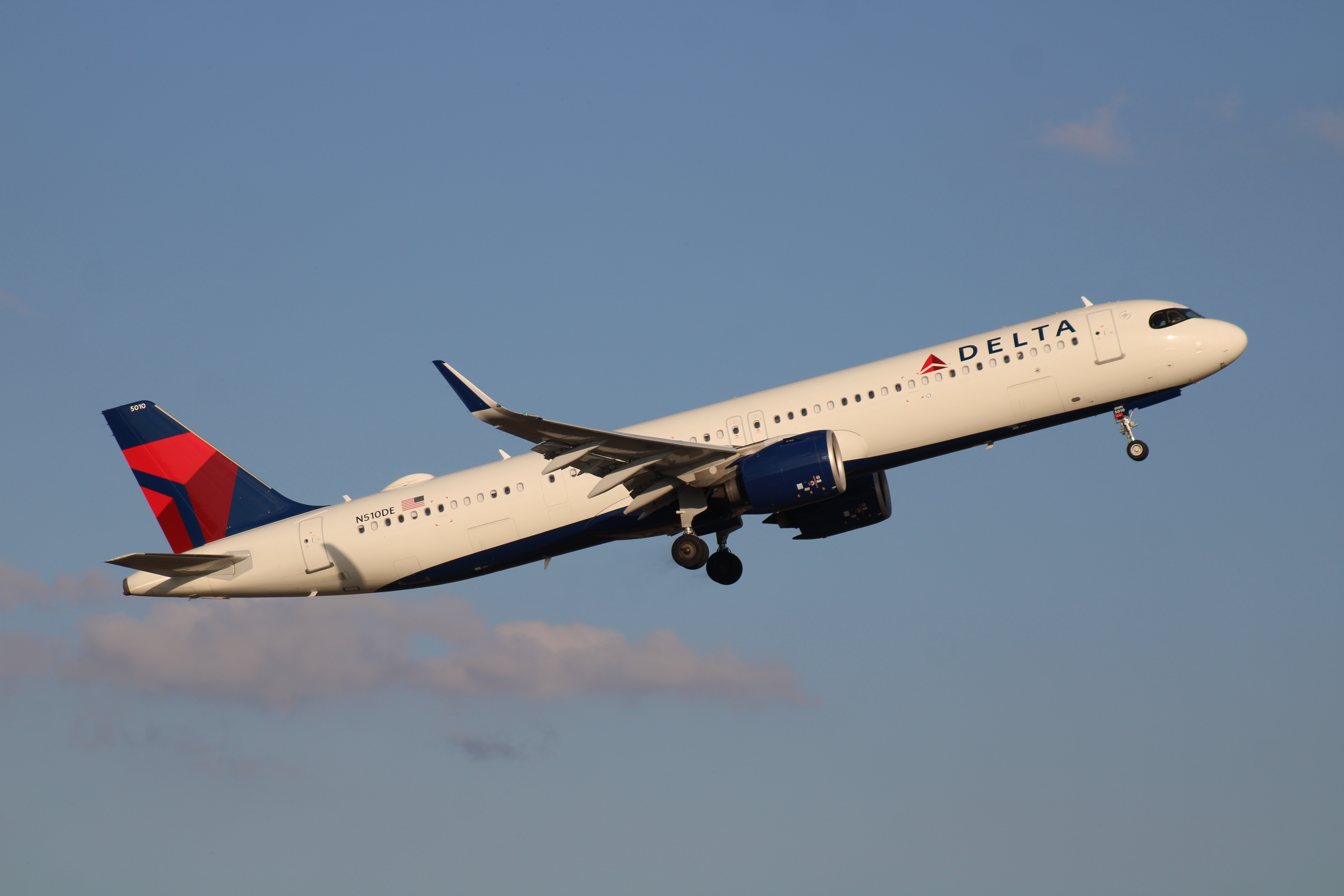
Un Airbus A321neo.

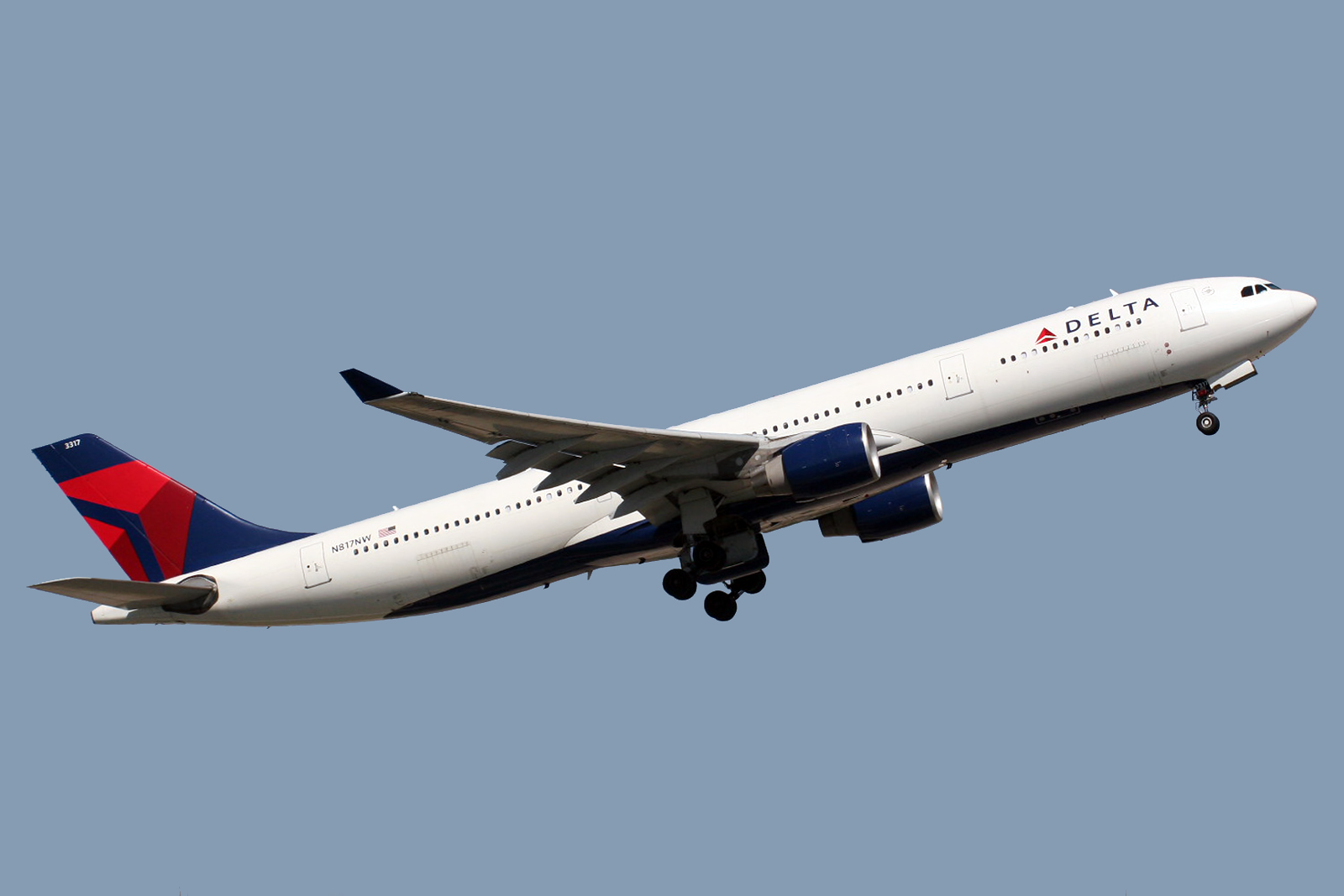
Un Airbus A330-300.

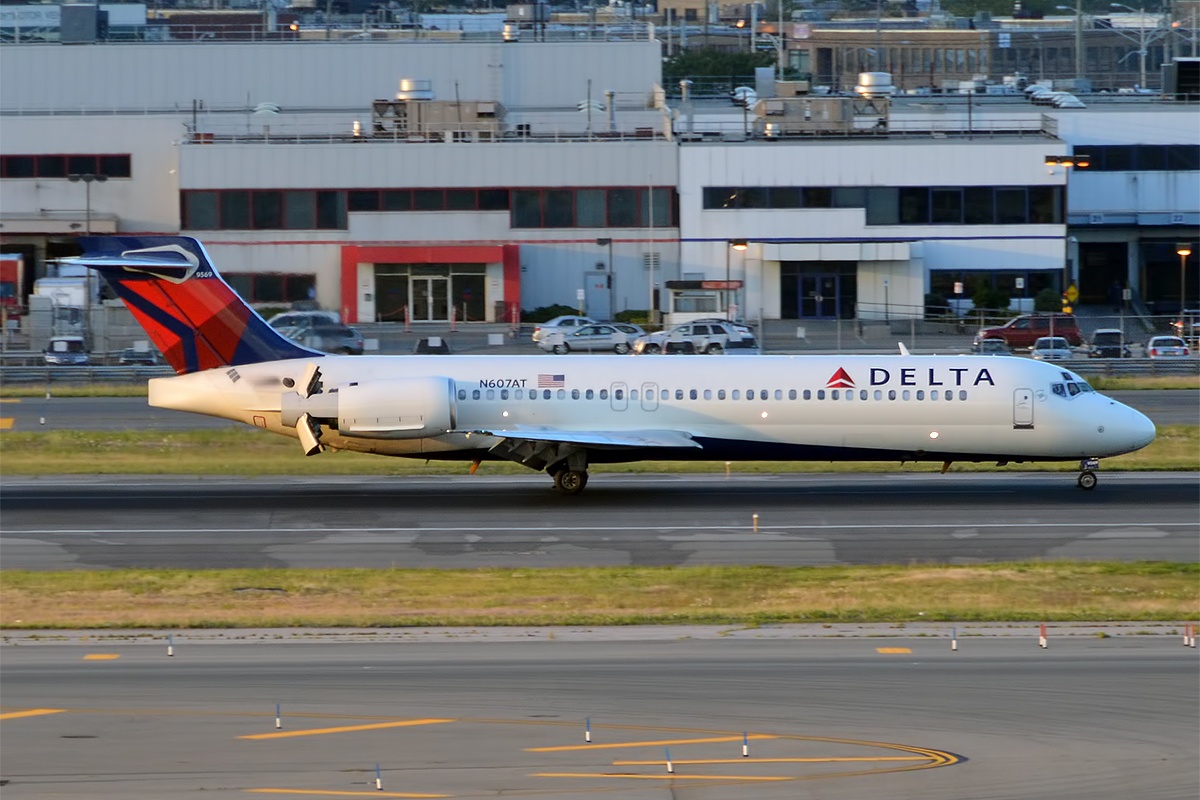
Un Boeing 717-200.

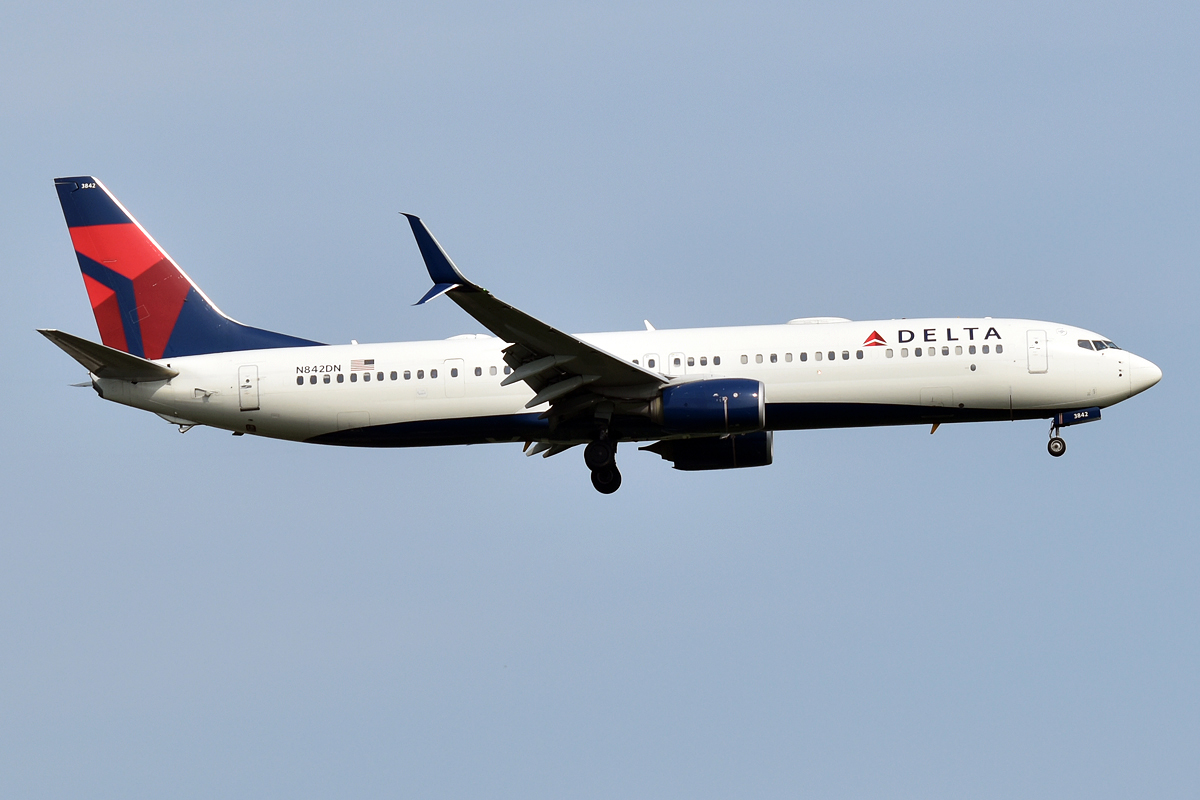
Un Boeing 737-900ER.

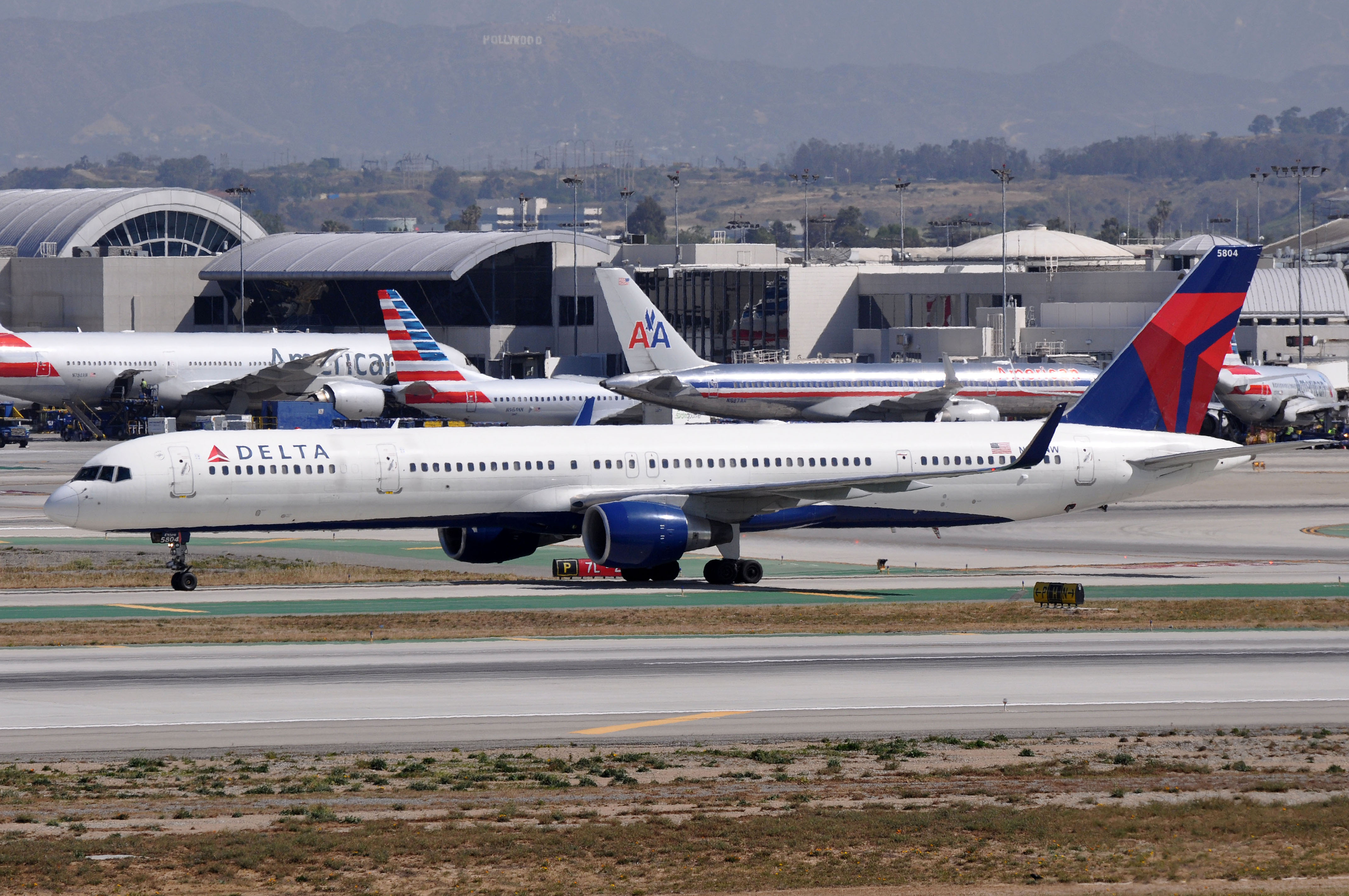
Un Boeing 757-300.

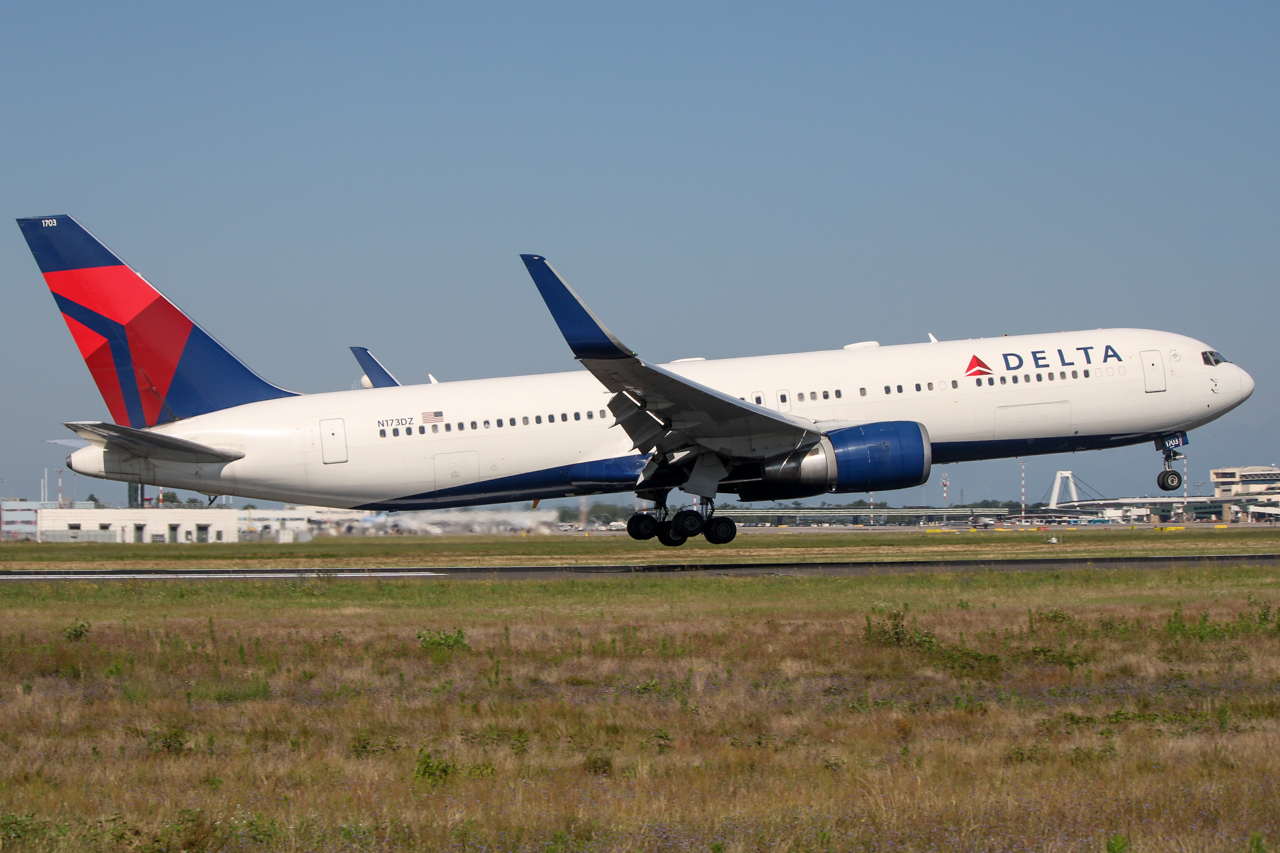
Un Boeing 767-300ER.

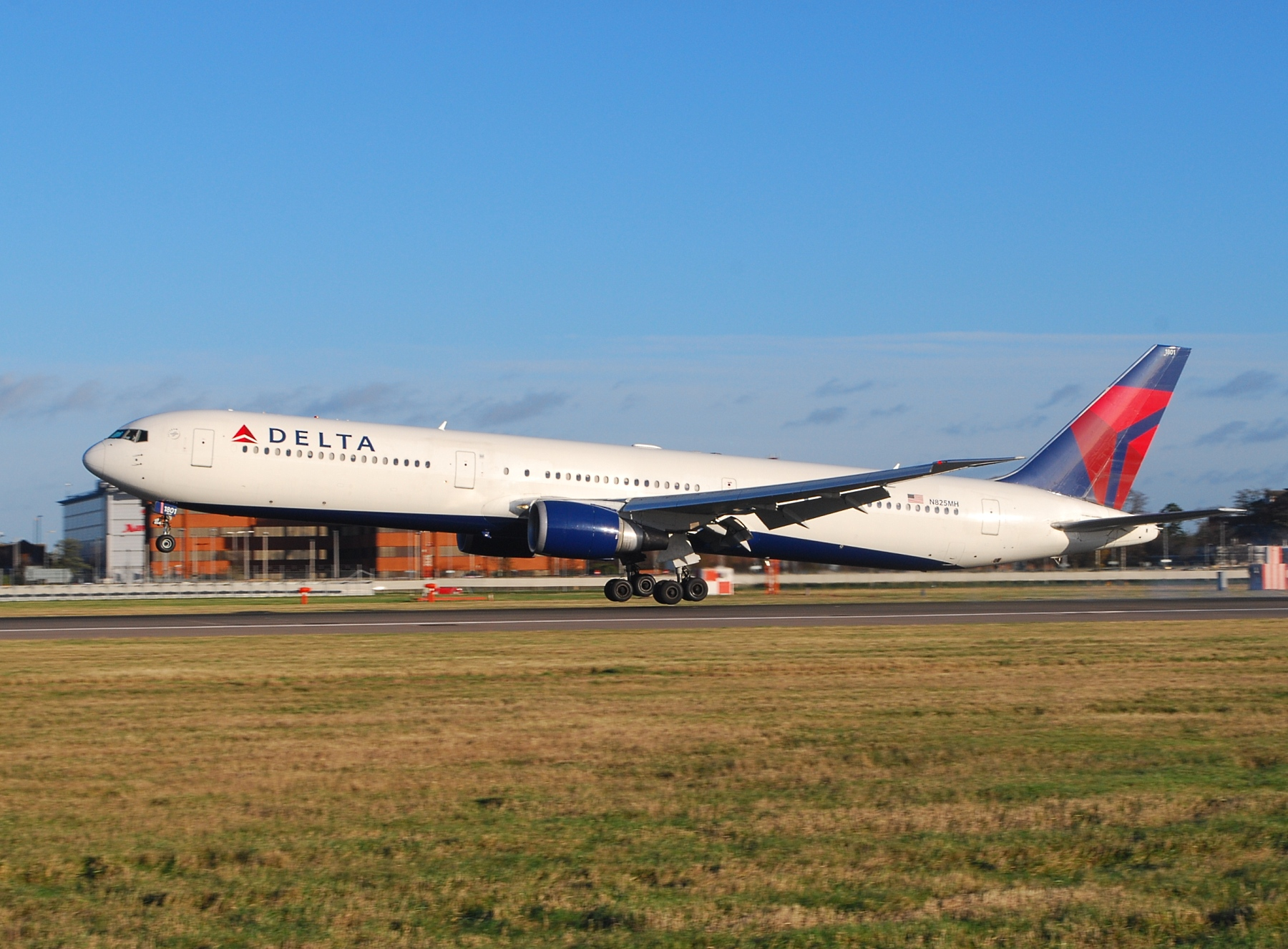
Un Boeing 767-400ER.

Ad ottobre 2024 la flotta di Delta Air Lines è così composta:

### Flotta storica
Delta Air Lines operava in precedenza con i seguenti aeromobili:

## Incidenti

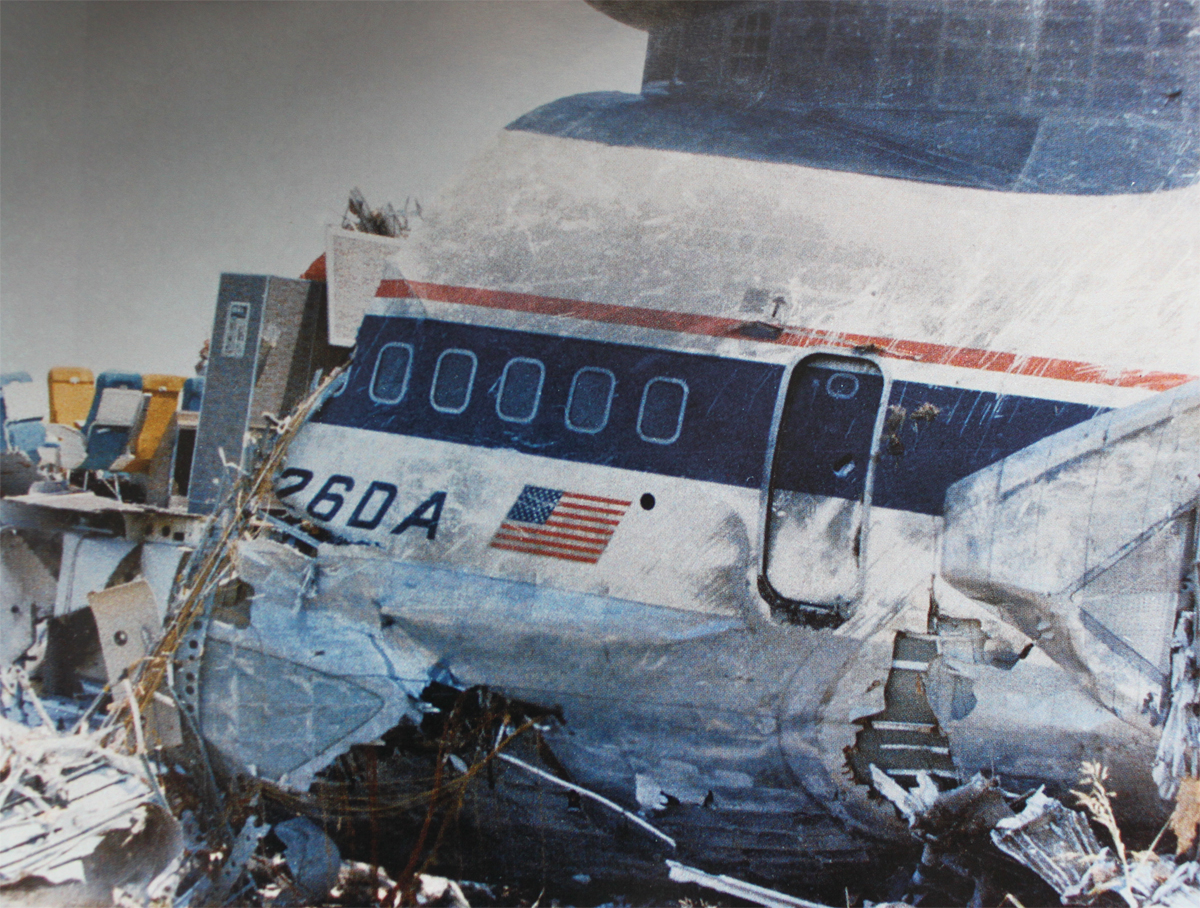
I resti del volo 191, schiantatosi a Dallas a causa di un microburst nel 1985.

- 30 maggio 1972: il volo Delta Air Lines 9570, un Douglas DC-9-14, precipitò durante un volo di addestramento. Morirono tutti i quattro a bordo.[96]
- 20 dicembre 1972: nel disastro aereo di Chicago, un Douglas DC-9 della North Central Airlines e un Convair 880 della Delta collisero, provocando in totale 10 vittime e 17 feriti.[97]
- 31 luglio 1973: il volo Delta Air Lines 723, un Douglas DC-9-31, durante l'avvicinamento strumentale a Logan, con nuvole basse e nebbia, scese sotto il sentiero di discesa, colpì un terrapieno e si schiantò a terra, uccidendo tutti gli 89 occupanti.[98]
- 12 aprile 1977: il volo Delta Air Lines 1080, un Lockheed L-1011 TriStar, subì il malfunzionamento dell'equilibratore; ciò non permetteva ai piloti di controllare la cabrata e la picchiata. Utilizzando la potenza dei motori per regolare l'attitudine, riuscirono a compiere un atterraggio di emergenza a Los Angeles.[99]
- 2 agosto 1985: il volo Delta Air Lines 191, un Lockheed L-1011 TriStar, precipitò mentre eseguiva un avvicinamento di routine all'aeroporto Internazionale di Dallas-Fort Worth, uccidendo 8 degli 11 membri dell'equipaggio, 126 dei 152 passeggeri e una persona a terra. Questo incidente è uno dei pochi riguardante voli commerciali ad essere stato causato dal fenomeno meteorologico conosciuto come wind shear generato da microburst.[100]
- 31 agosto 1988: il volo Delta Air Lines 1141, un Boeing 727-232, subito dopo il decollo dall'aeroporto di Dallas-Fort Worth impattò contro un'antenna dell'ILS posto alla fine della pista. Delle 108 persone imbarcate, 14 morirono nell'impatto e 76 restarono ferite.[101]
- 6 luglio 1996: il volo Delta Air Lines 1288, un McDonnell Douglas MD-88, subì un guasto inconenuto al motore di sinistra che causò la penetrazione nella fusoliera di detriti del compressore. L'impatto causò la morte di due passeggeri e il ferimento in modo grave di altri due. I piloti interruppero il decollo e l'aereo si fermò sulla pista. Altri tre passeggeri riportarono ferite lievi durante l'evacuazione.[102]
- 5 marzo 2015: il volo Delta Air Lines 1086, un McDonnell Douglas MD-88, uscì di pista durante l'atterraggio all'aeroporto LaGuardia di New York. L'aereo oltrepassò la recinzione perimetrale, scivolò per circa 290 metri e si fermò con il muso sospeso sopra la baia di Flushing. Non ci furono vittime, in 24 riportarono lievi ferite. L'aereo fu gravemente danneggiato e, in seguito, venne demolito.[103]
- 14 gennaio 2020: il volo Delta Air Lines 89, un Boeing 777-200ER, ha riscontrato problemi al motore poco dopo aver lasciato la metropoli americana di Los Angeles. Mentre si preparavano per un atterraggio di emergenza, i piloti hanno deciso di scaricare carburante nelle aree a Sud della città per diminuire il peso dell'aeromobile, causando però irritazione a pelle e polmoni di almeno 56 persone a terra e dando il via a un'indagine della Federal Aviation Administration. L'aereo è poi atterrato senza ulteriori problemi.[104]